# 住宅造成地

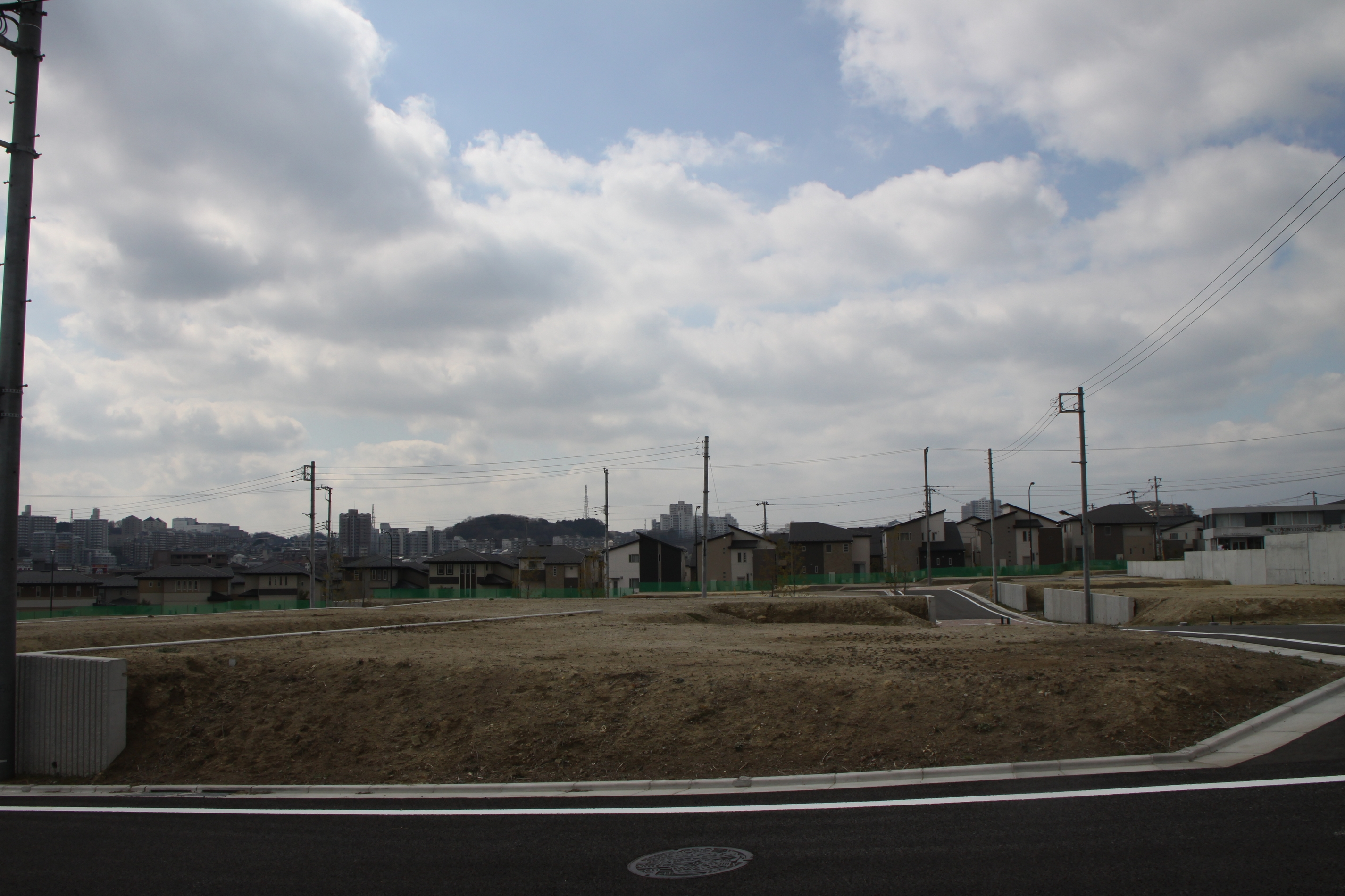
住宅造成地

住宅造成地（じゅうたくぞうせいち）とは、主に複数の住宅地、団地などの立地及び立地可能な土地販売を目的とした土地を造成したものを指す。
一般的には、山林を削る、沼、田を埋めるなど行為により平坦な土地を造成する事により複数の住宅を建てることが可能となる土地の事で、上下水道、電気などのライフラインなどの整備も行われている。

## 問題点
住宅造成地は、自然に形成された地形を人工的に形成するため様々な問題点を孕んでいる。この為、土地改良事業などを行うことによりこれらの問題を回避している。
- 地盤沈下 - 沼地、田、川原などを埋め立てた際に起こりやすい。
- 崖崩れ

## 新地名
造成地には、土地の販売を有利にするため新しい地名に類する名前が付けられることが多い。また後に地名として採用される場合もある。台、丘など高台を意味するものが多い（ただし、必ずしも高台と限らない）。
植物に関する物
- ケヤキ | けやき台-茨城県守谷市、兵庫県三田市など
- フジ | 藤が丘-神奈川県横浜市青葉区、愛知県名古屋市名東区など
- サクラ | 桜ヶ丘-東京都多摩市桜ヶ丘など
- 若葉台

天文に関する物
- 太陽 | 朝日ヶ丘-千葉県千葉市花見川区など | 夕陽が丘
- 星 | 星が丘-神奈川県相模原市中央区、愛知県名古屋市千種区、兵庫県神戸市垂水区など

その他
- さつき | さつき台

## おもな住宅造成地

### 北海道
札幌市豊平区
- グリーンタウン西岡（開発主体：株式会社じょうてつ）
- サンビレッジ西岡（開発主体：タカノ、平成9年～）
施行面積：1.2ha
- 西岡公園パークヒルズ（北海道都市開発事業協同土地区画整理組合、平成17年（2005年）～）
- にしおか望陽台（開発手法：北海道住宅供給公社、昭和58年）
- 北東ニュータウン（開発手法：土地区画整理事業、開発主体：札幌市、1960年(昭和35年）～1964年(昭和39年）
施行面積：124.0ha－施行前人口：313人、計画人口：9878人
- 平岸ニュータウン（開発手法：土地区画整理事業、開発主体：札幌市、1964年(昭和39年）～1972年(昭和47年）
施行面積：145.0ha－計画人口：14580人
- 平岸南ニュータウン（開発手法：土地区画整理事業、開発主体：札幌市、1967年(昭和42年）～1974年(昭和49年）
施行面積：115.0ha－施行前人口：9500人、計画人口：11656人
- 日の丸ニュータウン（開発手法：土地区画整理事業、開発主体：札幌市、1966年(昭和41年）～1968年(昭和43年）
施行面積：69.0ha－施行前人口：400人、計画人口：6000人
- 東大東ニュータウン（開発手法：土地区画整理事業、開発主体：土地区画整理組合、1964年(昭和39年）～1973年(昭和48年）
施行面積：54.0ha－施行前人口：1360人、計画人口：5168人
- しんえい四季のまち（開発主体：西洋環境開発,戸田建設、1991年）
- 東月寒団地・福住団地（開発主体：タカノ、昭和45年～）
施行面積：31.ha
- 札幌東部ニュータウン「さとづか」（都市計画法による開発許可、開発主体：北海道都市開発事業協同土地区画整理組合、優良計画開発事業認定、昭和53年（1978年）～昭和62年（1987年））
施行面積：70.0ha、計画戸数：2225戸－計画人口：8597人

札幌市西区
- 二十四軒北ニュータウン（開発手法：土地区画整理事業、開発主体：札幌市、1966年(昭和41年）～1971年(昭和46年）
施行面積：95.0ha－施行前人口：6000人、計画人口：12000人
- 平和団地・宮の沢団地（開発主体：タカノ、昭和47年～）

札幌市中央区
- 宮の森山の手北ニュータウン（開発手法：土地区画整理事業、開発主体：札幌市、1968年(昭和43年）～1978年(昭和53年）
施行面積：169.0ha－施行前人口：12000人、計画人口：16000人
- 宮の森山の手南ニュータウン（開発手法：土地区画整理事業、開発主体：札幌市、1969年(昭和44年）～1977年(昭和52年）
施行面積：117.0ha－施行前人口：7600人、計画人口：12800人
- 宮の森プレフィス（開発主体：株式会社じょうてつ、2000年）

札幌市北区
- 篠路地区住宅団地（開発手法：公的一般宅地造成事業、開発主体：札幌市、1994年(平成6年）～2007年(平成19年）
施行面積：72.0ha、計画戸数：1500戸－計画人口：4500人
- 篠路拓北札幌ニュータウンあいの里（開発手法：土地区画整理事業、開発主体：日本住宅公団（都市再生機構）・北海道住宅供給公社、1980年(昭和55年）～1990年(平成2年）
施行面積：378.2ha、計画戸数：8100戸、施行前人口：230人、計画人口：32000人
- 札幌ニュータウンあいの里（開発主体：日本住宅公団（都市再生機構）
施行面積：約380ha、計画人口：約32000人、1980年～1990年
- 南あいの里（開発手法：土地区画整理事業、開発主体：土地区画整理組合、2002年(平成14年）～2016年(平成28年）
施行面積：49.3ha－計画人口：4090人
- あいの里の「あゆみ野（開発主体：株式会社じょうてつ、1993年）
- あいの里「カレッジタウン」（開発主体：株式会社じょうてつ、1995年）
- 北札幌ニュータウン・季実の里（屯田中部ニュータウン、開発主体：屯田中部土地区画整理事業、開発手法：土地区画整理事業）
- 屯田ニュータウン（開発手法：土地区画整理事業、開発主体：札幌市、1983年(昭和58年）～1991年(平成3年）
施行面積：122.4ha－施行前人口：1600人、計画人口：10800人
- 屯田中部ニュータウン（開発手法：土地区画整理事業、開発主体：北海道住宅供給公社、1993年(平成5年）～2004年(平成16年）
施行面積：145.4ha－施行前人口：125人、計画人口：9300人
- 屯田東ニュータウン（開発手法：土地区画整理事業、開発主体：土地区画整理組合、1990年(平成2年）～1999年(平成11年）
施行面積：46.0ha－施行前人口：14人、計画人口：3180人
- 新琴似ニュータウン（開発主体：三菱地所札幌）
- 篠路団地・太平団地（開発主体：タカノ、昭和47年～）
施行面積：11.3ha
- 新川団地（開発主体：タカノ、昭和49年～）

札幌市手稲区
- イトーピア手稲星置（都市計画法による開発許可、開発主体：伊藤忠、1984年(昭和59年）～1990年(平成2年）
施行面積：61.0ha、計画戸数：1526戸－計画人口：3876人
- ていね稲積（開発手法：土地区画整理事業、開発主体：土地区画整理組合、1974年(昭和49年）～1987年(昭和62年）
施行面積：105.0ha－施行前人口：60人、計画人口：9800人
- 手稲東ニュータウン（開発手法：土地区画整理事業、開発主体：札幌市、1960年(昭和35年）～1967年(昭和42年）
施行面積：118.0ha－施行前人口：4860人、計画人口：11823人
- 富丘北ニュータウン（開発手法：土地区画整理事業、開発主体：札幌市、1986年(昭和61年）～2000年(平成12年）
施行面積：55.0ha－施行前人口：3270人、計画人口：3400人
- 西宮の沢ニュータウン（開発手法：土地区画整理事業、開発主体：札幌市、1992年(平成4年）～2008年(平成20年）
施行面積：86.0ha－施行前人口：3000人、計画人口：4660人
- 明日風のまち
計画人口：2900人
- 手稲あけぼのグリーンタウン（開発主体：北海道都市開発事業協同土地区画整理組合、平成22年（2010年）

札幌市東区
- 元町中央ニュータウン（開発手法：土地区画整理事業、開発主体：札幌市、1972年(昭和47年）～1979年(昭和54年）
施行面積：77.1ha－施行前人口：1000人、計画人口：7500人
- 元町南ニュータウン（開発手法：土地区画整理事業、開発主体：札幌市、1972年(昭和47年）～1978年(昭和53年）
施行面積：62.5ha－施行前人口：600人、計画人口：5500人
- 元町北ニュータウン（開発手法：土地区画整理事業、開発主体：札幌市、1974年(昭和49年）～1979年(昭和54年）
施行面積：69.6ha－施行前人口：1100人、計画人口：6300人
- 東雁来第2ニュータウン（開発手法：土地区画整理事業、開発主体：札幌市、1996年(平成8年）～2017年(平成29年）
施行面積：210.8ha－施行前人口：450人、計画人口：8000人
- 東区東部ニュータウン（開発手法：土地区画整理事業、開発主体：土地区画整理組合、1988年(昭和63年）～2002年(平成14年）
施行面積：69.0ha－施行前人口：108人、計画人口：5500人
- 東苗穂ニュータウン（開発手法：土地区画整理事業、開発主体：土地区画整理組合、1970年(昭和45年）～1980年(昭和55年）
施行面積：95.5ha－施行前人口：800人、計画人口：9600人
- 東苗穂団地（開発主体：タカノ、昭和60年～）
- 地下鉄栄町パークタウン（開発主体：北海道都市開発事業協同土地区画整理組合、、平成21年（2009年）
- 北光ニュータウン（開発手法：土地区画整理事業、開発主体：札幌市、1958年(昭和33年）～1961年(昭和36年）
施行面積：111.0ha－計画人口：8859人
- 鉄東ニュータウン（開発手法：土地区画整理事業、開発主体：札幌市、1961年(昭和36年）～1967年(昭和42年）
施行面積：159.0ha－施行前人口：8000人、計画人口：12700人
- 光星ニュータウン（開発手法：土地区画整理事業、開発主体：札幌市、1969年(昭和44年）～1982年(昭和57年）
施行面積：69.0ha－施行前人口：17700人、計画人口：25000人
- ウェルピアひかりの（開発手法：土地区画整理事業、開発主体：札幌市、1997年(平成8年)～2017年(平成29年)
施行面積：210.8ha－計画人口：8000人

札幌市厚別区
- 青葉町ニュータウン（開発手法：公的一般宅地造成事業、開発主体：札幌市、1962年(昭和37年）～1968年(昭和43年）
施行面積：69.0ha、計画戸数：3100戸－計画人口：12400人
- 上野幌ニュータウン（都市計画法による開発許可、開発主体：じょうてつ他東急グループ5社の共同開発、1973年(昭和48年）～1978年(昭和53年）
施行面積：64.0ha、計画戸数：1392戸－計画人口：4870人
- 桜台ベニータウン（都市計画法による開発許可、開発主体：丸紅、大和ハウス工業、1973年(昭和48年）～1991年(平成3年）
施行面積：48.0ha、計画戸数：1737戸－計画人口：4412人
- 森林公園パークタウン（小野幌ニュータウン第2期）（都市計画法による開発許可、開発主体：三菱地所札幌、1975年(昭和50年）～1991年(平成3年）
施行面積：102.0ha、計画戸数：3604戸－計画人口：13616人
- 厚別西区ニュータウン（開発手法：土地区画整理事業、開発主体：土地区画整理組合、1964年(昭和39年）～1975年(昭和50年）
施行面積：94.0ha－施行前人口：500人、計画人口：7000人
- もみじ台ニュータウン（新住宅市街地開発事業、開発主体：札幌市、1968年(昭和43年）～1980年(昭和55年）
施行面積：242.0ha、計画戸数：9000戸－計画人口：32000人
- 厚別駅前ニュータウン（開発手法：土地区画整理事業、開発主体：札幌市、1972年(昭和47年）～1982年(昭和57年）
施行面積：126.2ha－施行前人口：2600人、計画人口：12800人
- 小野幌ニュータウン（開発主体：三菱地所札幌、1973年～1975年）

札幌市清田区
- ヒルズガーデン清田（開発主体：タカノ、平成12年～）
- 羊ヶ丘通ニュータウン・美しが丘（都市計画法による開発許可、開発主体：民間nによる、1985年(昭和60年）～1991年(平成3年）
施行面積：43.0ha、計画戸数：1948戸－計画人口：4948人
- グリーンタウン清田（開発主体：北海道都市開発協同組合）
- 桂台ニュータウン（開発手法：土地区画整理事業、開発主体：土地区画整理組合、1970年(昭和45年）～1977年(昭和52年）
施行面積：25.4ha－施行前人口：80人、計画人口：3600人
- 平岡公園ベニータウンライブヒルズ（平岡ニュータウン）（都市計画法による開発許可、開発主体：丸紅、大和ハウス工業、1994年(平成6年）～2008年(平成20年）
施行面積：43.0ha、計画戸数：1046戸－計画人口：2656人
- 平岡公園東急ニュータウン（都市計画法による開発許可、開発主体：東急不動産）
- 里塚ニュータウン（開発主体：株式会社じょうてつ、1979年）

札幌市南区
- ウッディヒルズ簾舞（開発主体：株式会社じょうてつ、1995年）
- 藤ヶ丘パークタウン（都市計画法による開発許可、開発主体：北海道都市開発事業協同土地区画整理組合、優良計画開発事業認定、1987年(昭和62年）～1995年(平成7年）
施行面積：36.0ha、計画戸数：1034戸－計画人口：2626人
- 中ノ沢藻岩グリーンタウン（開発手法：土地区画整理事業開発主体：土地区画整理土地区画整理組合・NIPPO）
事業面積：36ha、
- 常磐団地・南沢団地(他)（開発主体：タカノ、昭和53年～）

札幌市白石区
- 東川下ニュータウン（開発手法：土地区画整理事業、開発主体：土地区画整理組合、1972年(昭和47年）～1984年(昭和59年）
施行面積：79.8ha－施行前人口：130人、計画人口：5000人
- 白石本郷ニュータウン（開発手法：土地区画整理事業、開発主体：札幌市、1958年(昭和33年）～1962年(昭和37年）
施行面積：128.0ha－計画人口：12790人
- 白石駅前ニュータウン（開発手法：土地区画整理事業、開発主体：札幌市、1962年(昭和37年）～1967年(昭和42年）
施行面積：70.0ha－施行前人口：2500人、計画人口：10520人
- 白石中央ニュータウン（開発手法：土地区画整理事業、開発主体：札幌市、1963年(昭和38年）～1968年(昭和43年）
施行面積：132.0ha－施行前人口：3270人、計画人口：13976人
- 白石本通北ニュータウン（開発手法：土地区画整理事業、開発主体：札幌市、1963年(昭和38年）～1966年(昭和41年）
施行面積：56.0ha－施行前人口：1200人、計画人口：6132人
- 望月寒ニュータウン（開発手法：土地区画整理事業、開発主体：札幌市、1966年(昭和41年）～1973年(昭和48年）
施行面積：114.0ha－施行前人口：4037人、計画人口：10000人
- 菊水元町ニュータウン（開発手法：土地区画整理事業、開発主体：札幌市、1971年(昭和46年）～1979年(昭和54年）
施行面積：53.0ha－施行前人口：1840人、計画人口：4591人
- 北都ニュータウン（開発手法：土地区画整理事業、開発主体：土地区画整理組合、1964年(昭和39年）～1971年(昭和46年）
施行面積：77.0ha－施行前人口：105人、計画人口：7332人
- 米里南ニュータウン（開発手法：土地区画整理事業、土地区画整理組合、1965年(昭和40年）～1977年(昭和52年）
施行面積：65.0ha－施行前人口：297人、計画人口：4781人

深川市
- 深川造成地広里ニュータウン（広里町）

滝川市
- ニュータウンせせらぎ（中島町、開発主体：滝川市土地開発公社）
- 滝川造成地こがねニュータウン（黄金町）

美唄市
- ゆたかニュータウン（開発主体：美唄市・北海道）

北斗市
- さくらヶ丘ニュータウン新函館（東前）
- アメニティータウン上磯
- 常盤ウッドタウン
- マイタウン向野

函館市
- 旭岡ニュータウン（新住宅市街地開発事業、開発主体：北海道住宅供給公社、1975年(昭和50年）～1982年(昭和57年）
施行面積：109.0ha、計画戸数：2678戸－計画人口：10000人
- 本通中央ニュータウン（開発手法：土地区画整理事業、開発主体：土地区画整理組合、1973年(昭和48年）～1977年(昭和52年）
施行面積：51.0ha
- 石川ニュータウン緑ヶ丘（開発主体：北海道セキスイハイム函館支店）
- 美原台ニュータウン
- 東山ニュータウン
- ニュータウン西旭岡
- 五稜郭ニュータウン（昭和）
- 函館不動産四稜郭ニュータウン
- 函館不動産フォリストニュータウン

小樽市
- かもめヶ丘タウン（祝津）
- おたる望洋パークタウン（都市計画法による開発許可、開発主体：三菱地所1980年(昭和55年）
施行面積：165.3ha、計画戸数：3300戸－計画人口：11000人
- 朝里北ニュータウン（開発手法：土地区画整理事業、開発主体：小樽市、1965年(昭和40年）～1972年(昭和47年）
施行面積：55.0ha
- 幸ニュータウン（幸町、開発手法：土地区画整理事業、開発主体：土地区画整理組合、1968年(昭和43年）～1972年(昭和47年）
施行面積：51.0ha
- 小樽ベイビュータウン（開発主体：道北振興株式会社）
- 桂岡ニュータウン（開発主体：北海道都市開発事業協同土地区画整理組合、1977年～　）
- 金沢ニュータウン
- 星野ニュータウン

旭川市
- 神楽岡ニュータウン（新住宅市街地開発事業、開発主体：北海道庁・旭川市、設計：東京芸術大学天野太郎研究室、1970年(昭和45年）～1981年(昭和56年）
施行面積：94.0ha、計画戸数：2754戸－計画人口：10200人
  - 道営旭川神楽岡ニュータウン
  - 第2神楽岡ニュータウン
- 東光ニュータウン（開発主体：北海道富士興業、1977年～1979年）
開発総面積：23.3ha
- 東光・豊岡サンビレッジ（開発主体：タカノ、平成5年～）
施行面積：44.3ha、開発規模：全930区画
- ウッドタウン緑が丘（事業者/旭川市、北海道住宅供給公社, 基本計画者/プランニングワークショップ、1990年）
- 旭台（開発主体：株式会社じょうてつ）
- 緑が丘ニュータウン（都市計画法による開発許可、開発主体：民間開発、1981年(昭和56年）～1993年(平成5年）
施行面積：36.0ha、計画戸数：1098戸－計画人口：3600人
- 神居地区開発（開発主体：タカノ、昭和37年～）
施行面積：78.6ha
- 永山ニュータウン（開発手法：土地区画整理事業、開発主体：旭川市、1970年(昭和45年）～1973年(昭和48年）
施行面積：65.7ha－施行前人口：47人、計画人口：6480人
- 高砂台（開発主体：タカノ、昭和37年～）
施行面積：40.0ha
- 観音台観光宅地開発（開発主体：タカノ、昭和40年～）
施行面積：12.ha
- 鷹ノ巣ニュータウン（開発手法：土地区画整理事業、開発主体：旭川市、1965年(昭和40年）～1971年(昭和46年）
施行面積：81.0ha
- 新富ニュータウン（開発手法：土地区画整理事業、開発主体：旭川市、1973年(昭和48年）～2001年(平成13年）
施行面積：52.0ha
- 大橋団地（忠和、開発主体：タカノ、昭和42年～）
施行面積：146.9ha、5,500世帯、12,000人
- 錦町・末広・近文・川端・東豊（開発主体：タカノ、昭和46年～）
施行面積：17.3ha
- 旭川駅周辺開発（開発手法：土地区画整理事業、開発主体：旭川市、1996年(平成8年）～2014年(平成26年）
施行面積：86.2ha－施行前人口：1470人、計画人口：5000人
- 永山団地（開発主体：タカノ、昭和48年～）
施行面積：23.4ha
- 春光台ニュータウン（開発手法：土地区画整理事業、開発主体：土地区画整理組合、1963年(昭和38年）～1973年(昭和48年）
施行面積：234.0ha
- 東部ニュータウン(他)（開発主体：タカノ、昭和52年～）
施行面積：27.6ha
- STATUS TOWN 東光ひがし野（開発主体：タカノ、昭和59年～）
施行面積：10.0ha
- ほのぼ野タウン末広東（開発主体：タカノ、昭和60年～）
施行面積：11.3ha
- 神居1条20、21丁目（開発主体：タカノ、平成15年～）
- パークイン東光サニースクエア（開発主体：タカノ、平成17年～）
- Sunビレッジカムイ（都市計画法による開発許可、開発主体：タカノ、1987年(昭和62年）～2003年(平成15年）
施行面積：36.8ha、計画戸数：1020戸－計画人口：2780人
- 豊岡第三ニュータウン（開発手法：土地区画整理事業、開発主体：土地区画整理組合、1972年(昭和47年）～1980年(昭和55年）
施行面積：50.4ha－施行前人口：972人、計画人口：4900人
- 豊岡第二ニュータウン（開発手法：土地区画整理事業、開発主体：土地区画整理組合、1966年(昭和41年）～1972年(昭和47年）
施行面積：54.0ha

室蘭市
- 白鳥台ニュータウン（新住宅市街地開発事業、開発主体：室蘭市、1965年(昭和40年）～1971年(昭和46年）
施行面積：182.0ha、計画戸数：6860戸－計画人口：24000人
- 八丁平ニュータウン（開発手法：土地区画整理事業、開発主体：室蘭市、1976年(昭和51年）～2006年(平成18年）
施行面積：218.7ha－施行前人口：452人、計画人口：16000人
- 鈴かけニュータウン
- 高野台（開発主体：タカノ、昭和39年～）
施行面積：12.2ha

釧路市
- 釧路造成地白樺台ニュータウン
- 愛国ニュータウン（新住宅市街地開発事業、開発主体：釧路市、1975年(昭和50年）～1983年(昭和58年）
施行面積：141.0ha、計画戸数：3430戸－計画人口：12300人
- 愛国西ニュータウン（開発手法：土地区画整理事業、開発主体：釧路市、1972年(昭和47年）～1988年(昭和63年）
施行面積：104.0ha
- 愛国北部ニュータウン（開発手法：土地区画整理事業、開発主体：土地区画整理組合、1984年(昭和59年）～1998年(平成10年）
施行面積：50.2ha－計画人口：4541人
- 昭和ニュータウン（開発手法：土地区画整理事業、開発主体：土地区画整理組合、1991年(平成3年）～2003年(平成15年）
施行面積：83.5ha－施行前人口：360人、計画人口：5580人
- 昭和中央ニュータウン（開発手法：土地区画整理事業、開発主体：土地区画整理組合、1999年(平成11年）～2008年(平成20年）
施行面積：91.8ha－施行前人口：70人、計画人口：4300人
- 文苑ニュータウン（開発手法：土地区画整理事業、開発主体：土地区画整理組合、1990年(平成2年）～1997年(平成9年）
施行面積：43.6ha－計画人口：3888人
- 文苑第二ニュータウン（開発手法：土地区画整理事業、開発主体：土地区画整理組合、1992年(平成4年）～2003年(平成15年）
施行面積：50.3ha－施行前人口：39人、計画人口：3716人
- 鳥取ニュータウン（開発手法：土地区画整理事業、開発主体：釧路市、1962年(昭和37年）～1968年(昭和43年）
施行面積：485.0ha
- 大楽毛ニュータウン（開発手法：土地区画整理事業、開発主体：釧路市、1963年(昭和38年）～1967年(昭和42年）
施行面積：120.0ha
- 緑ヶ丘北部ニュータウン（開発手法：土地区画整理事業、開発主体：釧路市、1964年(昭和39年）～1969年(昭和44年）
施行面積：78.0ha
- 星ヶ浦北部ニュータウン（開発手法：土地区画整理事業、開発主体：釧路市、1969年(昭和44年）～1973年(昭和48年）
施行面積：167.0ha
- 鶴野ニュータウン

帯広市
- 帯広ニュータウン
- 南帯広ニュータウン（新住宅市街地開発事業、開発主体：帯広市、1966年(昭和41年）～1980年(昭和55年）
施行面積：103.0ha、計画戸数：2660戸－計画人口：10000人
- 西帯広ニュータウン（開発手法：土地区画整理事業、開発主体：土地区画整理組合、1983年(昭和58年）～1992年(平成4年）
施行面積：183.8ha－計画人口：13000人
- 新西帯広地区ニュータウン（開発手法：土地区画整理事業、開発主体：土地区画整理組合、1991年(平成3年）～2001年(平成13年）
施行面積：51.0ha－施行前人口：430人、計画人口：3900人
- 帯広弥生ニュータウン
- 東芽室ニュータウン
- 稲田川西ニュータウン（開発手法：土地区画整理事業、開発主体：土地区画整理組合、2003年(平成15年）～2017年(平成29年）
施行面積：88.1ha－施行前人口：150人、計画人口：3700人
- 啓西ニュータウン（開発手法：土地区画整理事業、開発主体：土地区画整理組合、1973年(昭和48年）～1985年(昭和60年）
施行面積：80.0ha－施行前人口：193人、計画人口：4740人
- 西地区第二ニュータウン（開発手法：土地区画整理事業、開発主体：帯広市、1971年(昭和46年）～1982年(昭和57年）
施行面積：56.0ha－施行前人口：2195人、計画人口：4947人
- 南部ニュータウン（開発手法：土地区画整理事業、開発主体：土地区画整理組合、1993年(平成5年）～2003年(平成15年）
施行面積：65.8ha－施行前人口：127人、計画人口：4600人

北見市
- 高栄ニュータウン（開発主体：北見市、1967年(昭和42年）～1973年(昭和48年）
施行面積：82.0ha、計画戸数：1690戸－計画人口：6000人
- 高栄第二ニュータウン（開発主体：北見市、1974年(昭和49年）～1981年(昭和56年）
施行面積：51.0ha、計画戸数：990戸－計画人口：3900人
- 北見市第３ニュータウン（一団地の住宅施設、開発主体：北見市、1978年(昭和53年）～1985年(昭和60年）
施行面積：54.0ha、計画戸数：1330戸－計画人口：5000人
- あかつきニュータウン（大正、開発主体：コスモス管理サービス）

岩見沢市
- 西岩見沢高野ニュータウン（都市計画法による開発許可、開発主体：タカノ、1974年(昭和49年）～1989年(平成元年）
施行面積：53.0ha、計画戸数：1386戸－計画人口：4180人
- 幌向南市街開発（宅地造成、1973年より造成開始）
- 日の出町ニュータウン（2000戸のニュータウン造成、1964年）

苫小牧市
- 糸井ニュータウン（旧住宅地造成事業に関する法律による許可、開発主体：苫小牧市、1968年(昭和43年）～1972年(昭和47年）
施行面積：118.0ha、計画戸数：3000戸－計画人口：10500人
- ウトナイニュータウン（開発手法：土地区画整理事業、開発主体：土地区画整理組合、1990年(平成2年）～1999年(平成11年）
施行面積：317.8ha、計画戸数：3400戸、施行前人口：200人、計画人口：10000人
- 山手ニュータウン（開発手法：土地区画整理事業、開発主体：苫小牧市、1963年(昭和38年）～1970年(昭和45年）
施行面積：147.0ha
- 錦岡ニュータウン（開発手法：土地区画整理事業、開発主体：土地区画整理組合、1972年(昭和47年）～1977年(昭和52年）
施行面積：88.2ha、計画戸数：2400戸－計画人口：7000人
- 錦岡鉄北第一ニュータウン（開発手法：土地区画整理事業、開発主体：苫小牧市、1984年(昭和59年）～1993年(平成5年）
施行面積：309.0ha、計画戸数：8500戸、施行前人口：1235人、計画人口：25000人
- 錦西ニュータウン（都市計画法による開発許可、開発主体：苫小牧市、1976年(昭和51年）～2014年(平成26年）
施行面積：93.3ha、計画戸数：1231戸－計画人口：3641人
- 糸井鉄北第一ニュータウン（開発手法：土地区画整理事業、開発主体：苫小牧市、1975年(昭和50年）～1980年(昭和55年）
施行面積：166.0ha、計画戸数：4600戸、施行前人口：1215人、計画人口：13300人
- 糸井鉄北第二ニュータウン（開発手法：土地区画整理事業、開発主体：苫小牧市、1980年(昭和55年）～1986年(昭和61年）
施行面積：150.8ha、計画戸数：4200戸、施行前人口：1342人、計画人口：12100人
- 沼ノ端鉄南第一ニュータウン（開発手法：土地区画整理事業、開発主体：苫小牧市、1980年(昭和55年）～1986年(昭和61年）
施行面積：176.7ha、計画戸数：3500戸、施行前人口：2800人、計画人口：10600人
- 沼ノ端鉄北ニュータウン（開発手法：土地区画整理事業、開発主体：苫小牧市、1994年(平成6年）～2007年(平成19年）
施行面積：320.4ha、計画戸数：5800戸、施行前人口：1600人、計画人口：18100人
- 明野ニュータウン（開発手法：土地区画整理事業、開発主体：苫小牧市、1984年(昭和59年）～1990年(平成2年）
施行面積：352.0ha、計画戸数：3600戸、施行前人口：150人、計画人口：10500人
- 有珠の沢（シーアイタウン、1979年～）

芦別市
- 芦別ニュータウン（開発手法：土地区画整理事業、開発主体：芦別第三土地区画整理組合、1976年(昭和51年）～1986年(昭和61年）
施行面積：68.0ha

江別市
- 豊幌駅周辺
- サンビレッジ野幌若葉タウン（開発主体：タカノ、平成6年～）
- 東江別ニュータウン
- スマイルタウンゆめみ野（開発主体：コスモ建設）
- 大麻ニュータウン（新住宅市街地開発事業、開発主体：北海道、1964年(昭和39年）～1980年(昭和55年）
施行面積：214.0ha、計画戸数：7200戸－計画人口：27000人
- 元江別ニュータウン（開発手法：土地区画整理事業、開発主体：土地区画整理組合、1980年(昭和55年）～1987年(昭和62年）
施行面積：56.8ha－施行前人口：50人、計画人口：5100人
- 元野幌ニュータウン（開発手法：土地区画整理事業、開発主体：土地区画整理組合、1982年(昭和57年）～1992年(平成4年）
施行面積：45.8ha－施行前人口：170人、計画人口：4100人
- 江別太ニュータウン（開発手法：土地区画整理事業、開発主体：土地区画整理組合、1972年(昭和47年）～1982年(昭和57年）
施行面積：75.5ha－施行前人口：140人、計画人口：4500人
- 上江別南ニュータウン（開発手法：土地区画整理事業、開発主体：土地区画整理組合、1993年(平成5年）～2010年(平成22年）
施行面積：72.7ha、計画戸数：2165戸、施行前人口：81人、計画人口：5920人
- 新野幌第二ニュータウン（開発手法：土地区画整理事業、開発主体：土地区画整理組合、1975年(昭和50年）～1987年(昭和62年）
施行面積：61.3ha－施行前人口：180人、計画人口：3560人
- グリーンタウン新栄台（中央ニュータウン、開発手法：土地区画整理事業、開発主体：土地区画整理組合、1994年(平成6年）～2013年(平成25年）
施行面積：63.2ha、計画戸数：1947戸、施行前人口：18人、計画人口：5500人
- 東西野幌ニュータウン（開発手法：土地区画整理事業、開発主体：土地区画整理組合、1982年(昭和57年）～1992年(平成4年）
施行面積：35.6ha－施行前人口：100人、計画人口：3200人
- 第三ニュータウン（開発手法：土地区画整理事業、開発主体：江別市、1961年(昭和36年）～1963年(昭和38年）
施行面積：106.0ha－計画人口：7180人
- 対雁ニュータウン（開発手法：土地区画整理事業、開発主体：江別市、1970年(昭和45年）～1977年(昭和52年）
施行面積：260.0ha

紋別市
- 学園ニュータウン（開発手法：土地区画整理事業、開発主体：土地区画整理組合、1984年(昭和59年）～1994年(平成6年）
施行面積：70.3ha－施行前人口：513人、計画人口：3800人
- 南部ニュータウン（開発手法：土地区画整理事業、開発主体：紋別市、1973年(昭和48年）～1976年(昭和51年）
施行面積：59.0ha

士別市
- 北都ニュータウン（開発手法：土地区画整理事業、開発主体：士別市、1966年(昭和41年）～1972年(昭和47年）
施行面積：54.0ha

千歳市
- 文京ニュータウン泉沢向陽台（開発主体：北海道住宅供給公社、S53～H7年）
施行面積：425.0ha、計画戸数：3900戸計画人口：15000人
  - 泉沢向陽台第１期（都市計画法による開発許可、1978年(昭和53年）～1986年(昭和61年）

施行面積：242.0ha、計画戸数：2150戸－計画人口：7700人
  - 泉沢向陽台第２期（都市計画法による開発許可、1986年(昭和61年）～1995年(平成7年）

施行面積：183.0ha、計画戸数：1750戸－計画人口：7300人
- 上長都みどり台ニュータウン（おさつ駅みどり台、開発手法：土地区画整理事業、開発主体：土地区画整理組合、2000年(平成12年）～2013年(平成25年）
施行面積：72.7ha－施行前人口：14人、計画人口：4350人
- 祝梅ニュータウン（開発手法：土地区画整理事業、開発主体：千歳市、1974年(昭和49年）～1981年(昭和56年）
施行面積：76.1ha－施行前人口：980人、計画人口：4221人
- ゆうまいニュータウン（勇舞、開発手法：土地区画整理事業、開発主体：土地区画整理組合、1998年(平成10年）～2005年(平成17年）
施行面積：53.6ha－施行前人口：32人、計画人口：4320人
- 東郊ニュータウン（開発手法：土地区画整理事業、開発主体：土地区画整理組合、1967年(昭和42年）～1971年(昭和46年）
施行面積：107.8ha－施行前人口：815人、計画人口：5000人
- 北陽ニュータウン（開発手法：土地区画整理事業、開発主体：北陽高校前土地区画整理土地区画整理組合）

登別市
- 上鷲別東部ニュータウン（開発手法：土地区画整理事業、開発主体：登別市、1973年(昭和48年）～1980年(昭和55年）
施行面積：110.2ha－施行前人口：350人、計画人口：7300人

恵庭市
- 黄金ニュータウン（開発手法：土地区画整理事業、開発主体：土地区画整理組合、1995年(平成7年）～2007年(平成19年）
施行面積：120.7ha－施行前人口：2100人、計画人口：7500人
- 島松北ニュータウン（開発手法：土地区画整理事業、開発主体：土地区画整理組合、1973年(昭和48年）～1981年(昭和56年）
施行面積：54.4ha－計画人口：3300人
- 柏木中島ニュータウン（開発手法：土地区画整理事業、開発主体：土地区画整理組合、1980年(昭和55年）～1987年(昭和62年）
施行面積：52.9ha－計画人口：3180人
- 恵庭ニュータウン恵み野（都市計画法による開発許可、開発主体：北海道住宅供給公社・恵庭市都市開発公社、1979年(昭和54年）～1989年(平成元年）
施行面積：245.68ha、計画戸数：4420戸－計画人口：15,000人
- 駒場ニュータウン（開発手法：土地区画整理事業、開発主体：恵庭市、1966年(昭和41年）～1972年(昭和47年）
施行面積：51.0ha
- 戸磯ニュータウン（開発手法：土地区画整理事業、開発主体：恵庭市、1969年(昭和44年）～1976年(昭和51年）
施行面積：72.0ha

伊達市
- 舟岡シーサイドニュータウン（開発手法：土地区画整理事業、開発主体：伊達市、1976年(昭和51年）～1983年(昭和58年）
施行面積：64.2ha－施行前人口：218人、計画人口：6400人

北広島市
- 北広島ニュータウン（新住宅市街地開発事業、開発主体：北海道、1970年(昭和45年）～1990年(平成2年）
施行面積：441.0ha、計画戸数：7799戸－計画人口：27000人
- 広島中央ニュータウン（開発手法：土地区画整理事業、開発主体：北広島市、1975年(昭和50年）～1987年(昭和62年）
施行面積：51.0ha、計画戸数：1120戸、施行前人口：1857人、計画人口：4110人
- 輪厚団地（開発主体：タカノ、昭和39年～）
施行面積：6.4ha
- サンビレッジ希望ヶ丘（開発主体：タカノ、平成9年～）
施行面積：4.3ha
- 大曲柏葉台（開発手法：土地区画整理事業、開発主体：北海道住宅供給公社
- じょうてつのぞみ野ニュータウン（大曲、開発主体：株式会社じょうてつ、1983年～　）
- 広島ニュータウン（開発主体：株式会社じょうてつ、1975年）
- 南ヶ丘ニュータウン（大曲南ヶ丘）
- ひかりの街（大曲、開発主体：株式会社じょうてつ、1995年）

石狩市
- 明乳パストラルシティ（開発主体：明治乳業（現・株式会社明治）、設計と施工は 鹿島建設、1995年(平成7年) 
開発総面積：44.46ha、計画人口：3,500人、計画戸数：740戸、商業施設：約17棟
- トーメンニュータウン
- 八幡ニュータウン（開発主体：石狩市土地開発公社)
- 花畔ニュータウン（新住宅市街地開発事業、開発主体：北海道住宅供給公社、1973年(昭和48年）～1990年(平成2年）
施行面積：232.0ha、計画戸数：6172戸－計画人口：18000人
- 花畔市街（開発手法：土地区画整理事業、開発主体：土地区画整理組合、1988年(昭和63年）～2005年(平成17年）
施行面積：94.7ha－施行前人口：1800人、計画人口：7000人
- 樽川中央ニュータウン（開発手法：土地区画整理事業、開発主体：個人名義による事業、1992年(平成4年）～1997年(平成9年）
施行面積：44.0ha－計画人口：3500人
- 緑苑台ニュータウン（都市計画法による開発許可、開発主体：住友不動産・三菱地所 1990年(平成2年）～2006年(平成18年）
施行面積：171.9ha、計画戸数：2700戸－計画人口：8750人
- 花川ニュータウン
- スウェーデンヒルズ（事業者/北洋交易グリーンタウン事業部, 基本計画者/NESSWE（スウェーデン）、三菱地所、東急建設）

当別町
- みどり野陽光台サンシャイン・ニュータウン（開発主体：民間開発、1974年(昭和49年）～1981年(昭和56年）
施行面積：62.0ha、計画戸数：1000戸－計画人口：3000人
- 鉄北第一ニュータウン（開発手法：土地区画整理事業、開発主体：当別町、1979年(昭和54年）～1991年(平成3年）
施行面積：52.0ha

当麻町
- ニュータウンとうま（開発主体：当麻町土地開発公社）

南幌町
- 南幌ニュータウンみどり野（みどり野団地）（一団地の住宅施設、開発主体：北海道住宅供給公社、1974年(昭和49年）～2010年(平成22年）
施行面積：229.5ha、計画戸数：3600戸－計画人口：13000人
- 公社ニュータウンみどり野(南幌町（開発主体：南幌町土地開発公社)
- ふれあいタウン稲穂 (南幌町（開発主体：南幌町土地開発公社)
- 本町ニュータウン（開発手法：公的一般宅地造成事業、開発主体：北海道住宅供給公社、1972年(昭和47年）～1978年(昭和53年）
施行面積：134.0ha、計画戸数：1985戸－計画人口：7000人

東神楽町
- 東聖（都市計画法による開発許可、開発主体：民間開発、1989年(平成1年）～1991年(平成3年）
施行面積：40.0ha、計画戸数：950戸－計画人口：3400人
- 東神楽南町フラワータウン（開発主体：タカノ、平成13年～）
- ひじり野ハピネスI、II（開発主体：タカノ、平成12・13年～）
- フローレンスひじり野（開発主体：タカノ、平成19年～）

白老町
- 石山ニュータウン（旧住宅地造成事業に関する法律による許可、開発主体：民間による開発、1973年(昭和48年）～1982年(昭和57年）
施行面積：66.0ha、計画戸数：1500戸－計画人口：4000人
- 社台ニュータウン（旧住宅地造成事業に関する法律による許可、開発主体：民間による開発、1973年(昭和48年）～1979年(昭和54年）
施行面積：245.0ha、計画戸数：5110戸－計画人口：17900人

厚真町
- 厚真ニュータウン（開発手法：公的一般宅地造成事業、開発主体：厚真町、1974年(昭和49年）～1980年(昭和55年）
施行面積：259.0ha、計画戸数：6900戸－計画人口：22000人

鷹栖町
- 北野団地（開発主体：タカノ、昭和48年～）
施行面積：14.ha
- たかすハーモニーパーク（開発主体：タカノ、平成10年～）

音更町
- 南宝来ニュータウン（開発手法：土地区画整理事業、開発主体：土地区画整理組合、1998年(平成10年）～2007年(平成19年）
施行面積：47.5ha－施行前人口：97人、計画人口：4810人
- 宝来ニュータウン（開発手法：土地区画整理事業、開発主体：音更町、1985年(昭和60年）～2001年(平成13年）
施行面積：57.0ha
- 花園ニュータウン（新通）
- 開進ニュータウン（柳町）
- 緑陽台ニュータウン
- リバーサイド公園緑街
- すずらん台ニュータウン
- 雄飛が丘（開発主体：北海道住宅供給公社、昭和57年）

幕別町
- 札内北ニュータウン（開発手法：土地区画整理事業、開発主体：幕別町、1980年(昭和55年）～1991年(平成3年）
施行面積：85.2ha－施行前人口：1247人、計画人口：5300人
- チロットニュータウン
- 千住101ニュータウン
- 札内千住ニュータウン（1997年）

釧路町
- グリーンニュータウン（開発主体：民間開発、1973年(昭和48年）～1982年(昭和57年）
施行面積：60.0ha、計画戸数：1350戸－計画人口：4050人
- 釧路町東陽ニュータウン（開発手法：土地区画整理事業、開発主体：土地区画整理組合、1992年(平成4年）～2001年(平成13年）
施行面積：56.0ha

沼田町
- 沼田ニュータウン四季（開発主体：沼田町）

新冠町
- 新冠温泉レ・コードの森ニュータウン（開発主体：新冠町、平成19年から分譲開始）

利尻町
- あけぼのニュータウン（開発主体：利尻町）

厚真町
- ハートフルタウン（開発手法：土地区画整理事業その他、開発主体：厚真町）

上富良野町
- サンビレッジ日の出（開発主体：タカノ、開発手法：国土法による、1997年（平成9年）～　）

### 東北地方
青森県/岩手県
- 六ヶ所村ニュータウン尾駮レイクタウン
- 青森市新城緑ヶ丘/筒井八ツ橋
- 弘前市大久保・大久保西田
- サンヒルズ桔梗野 - 弘前市桔梗野、民間開発 青森県内唯一のダブル融雪ニュータウン
- 八戸市高舘ニュータウン/市川町 (八戸市)、松ヶ丘 (八戸市)
- 黒石市長崎ニュータウン
- 三沢市桜町南ニュータウン - 市町村
- 十和田市西十一番町北園ニュータウン - 民間開発
- 平川市大光寺小和森ニュータウン - 民間開発
- 野辺地町寺ノ沢愛宕ニュータウン
- 盛岡市手代森ニュータウン/桜城ニュータウン
- 盛岡市都南ニュータウン/西見前/向陽ニュータウン
- 花巻市石鳥谷/ホットタウン湯口 - 県公社
- 一関市グリーンタウンあすか
- 紫波町アヴニール紫波/古館ニュータウン
- オガールタウン
- 雫石町星の駅ニュータウン - 県公社
- 二戸市グリーンヒル戸花 - 県公社
- 奥州市パークヒル向山 - 県公社
- 陸前高田市エコタウン鳴石 - 県公社

秋田県
- 秋田市南ヶ丘ニュータウン - 上北手南が丘、県・旧県公社
- 秋田市桜台/桜ヶ丘 桜台ニュータウン - 事業主体:民間企業 開発面積25.5ha 計画人口2,950 1978年から
- 新屋沖田町・ニュータウン沖田町
- 仁井田・南部ニュータウン大野/大住ニュータウンみなみ野
- 雄和萱ケ沢中ノ沢/ヴァンベール大平台
- 能代市寿域長根/大瀬儘下大瀬/御指南町・光ニュータウン - 民間開発
- 横手市十文字町・ニュータウン宝竜 - 民間開発
- 大仙市幸町ニュータウンさいわい - 民間開発
- 太田町中里・ニュータウン太田
- 西目町潮騒の丘
- 由利本荘市岩谷・ぽぽろニュータウン - 民間開発
- 由利本荘市東梵天・アーバンタウン東梵天 - 民間開発
- 潟上市天王出戸ニュータウンむつみの里-新ふるさとマイホーム推進事業、民間開発
- 由利本荘市石脇/尾花沢ニュータウン・若葉町ニュータウン・ゆとりすとタウン中浜
- 由利本荘市薬師堂・つつみヶ丘ニュータウン
- 由利本荘市出戸町(ビューパーク大野/グリーンタウン水林/アーバンタウン赤沼/リベルテ赤沼)
- 由利本荘市大浦川口リバーサイドタウン
- 北秋田市脇神・西陣場岱ニュータウン
- 羽後町西馬音内桜井ニュータウン
- 湯沢市両神ニュータウン - 民間開発
- 仙北市西木町西荒井・ニュータウン塚野腰 - 市町村
- 横手市十文字町・ニュータウン宝竜/八幡上長田

山形県
- 山形市嶋北/そよ風タウン嶋  - 公社
- あじさいタウン村木沢
- 林泉寺ニュータウン -公社
- 米沢市美南の杜 - 民間開発
- 長井市清水町
- 鶴岡市小真木原/マリンタウン鼠ヶ関「夕陽の里」
- 鶴岡市公社タウン高専前-公社
- プレミアムニュータウン新橋3丁目
- 川西町上小松・陽だまりの丘
- 山辺町緑ヶ丘ニュータウン
- 南陽市章和ニュータウン
- 三川町神花ニュータウン
- 庄内町余目松陽ニュータウン
- 尾花沢市花笠ニュータウン
- 遊佐町青葉台
- 村山市河島山ニュータウン
- 川西町美女木ニュータウン
- 高畠駅東口ニュータウン/章和ニュータウン相森 - 民間開発

宮城県
- 泉パークタウン - 三菱地所が開発した民間企業施工で国内最大規模のニュータウン。
- 大和ニュータウン（黒川郡大和町七ツ森）
- 仙台市
  - 笹（グランヒル明石台・笹）寺沢（泉区明石台・明石南）
  - 泉ニュータウン（泉友愛）
  - 第一勝山（東勝山）（泉区）
  - せんだい 宮の杜（宮城野区）
  - 自由ヶ丘（宮城野区）
  - 岩切大前ゆめたうん（宮城野区）
  - 中野・白鳥ニュータウン（宮城野区白鳥）
  - ニュータウン上愛子（青葉区）
  - ニュータウン青葉南（青葉区）
  - 貝ヶ森（青葉区）
  - 常盤台（青葉区）
  - 仙台西ニュータウン（青葉区）
  - 西花苑ニュータウン（青葉区西花苑）
  - 鈎取ニュータウン（太白区）
  - 仙台南ニュータウン（太白区人来田）
  - あすと長町ニュータウン（太白区)
  - 羽黒台/日本平（太白区)
  - 恵通ひより台（太白区)
  - 仙台荒浜ニュ－タウン（若林区荒浜新）（東北地方太平洋沖地震に伴う大津波によって地区壊滅となった）
  - 南小泉（若林区）

- 名取市
  - 名取ニュータウン・愛島東部ニュータウン「愛の杜」（宮城県住宅供給公社）
  - なとりりんくうタウン
  - イトーピア名取ゆりが丘
  - 相互台ライフタウン名取・みどり台
  - ライフタウン名取・桜坂
  - 那智が丘

- 富谷市

- 宮城郡利府町
  - しらかし台（利府町）
    - シーアイタウン利府青山（利府町しらかし台、青山）

  - シーアイタウン利府葉山
  - 花園ニュータウン（利府町内ノ目）
  - 菅谷ニュータウン（利府町菅谷台、宮城県住宅供給公社）

- 美映の丘ニュータウン（松島町、松島町東磯崎土地区画整理組合）
- 太陽ニュータウン（亘理郡山元町）
- 汐見台ニュータウン（七ヶ浜町、全国初の計画的にボンエルフを採用した住宅地開発、西洋環境開発、鹿島建設）
- はせくら台（柴田郡川崎町支倉台）
- ニュータウン南長谷（岩沼市）
- 多賀城ニュータウン（多賀城市）
- 高橋コンフォートタウン（多賀城市）
- 志引ニュータウン（多賀城市）
- 千賀の台ハイタウン（塩竈市）
- ニュータウン石巻鹿又（石巻市）

福島県
- 会津若松市会津千石
- 西会津町さゆりが丘
- 北郡山ニュータウン
- 田村町桜ケ丘
- 須賀川市ながぬまニュータウン
- 須賀川市牡丹台/柏城・かしわぎニュータウン
- 須賀川市宮の杜
- 翠ヶ丘 - 民間開発
- 富岡町桜ヶ丘
- 田村市星の村ニュータウン
- 三春町学園の杜
- 喜多方市桜ガ丘
- 新白河ニュータウン
- 田園町府
- 白河市白鳥ニュータウン/第2白鳥ニュータウン）
- 白河市赤坂ニュータウン
- 天王台ニュータウン - 泉崎村天王台
- 泉崎村福島空港南・泉崎ニュータウン
- 中島村浦原ニュータウン
- 本宮市北郡山ニュータウン
- 矢祭町つつじヶ丘矢祭ニュータウン
- 棚倉町日向前
- 浅川町花火の里
- 天栄村大山ニュータウン
- 国見町国見ニュータウン
- 南相馬市青葉台/刈敷田/北町ニュータウン
- 北塩原村松陽台ニュータウン
- 福島市南福島ニュータウン
- 美郷ガーデンシティ
- 南福島ニュータウン - 事業主体:民間　開発面積/26.4ha 計画人口2,300 1987年から
- 上鳥渡(福島しのぶ台ニュータウン)と下鳥渡  - 事業主体:民間企業 開発面積43.8ha 計画人口4,424　1981年から
- 福島市森合/北沢又ニュータウン

### 関東地方
茨城県
常磐線とつくばエクスプレスが東京方面につながっている。関東鉄道常総線沿線の取手〜水海道間にも目立つ。
- 中郷ニュータウン（北茨城市中郷町）
- 下館ニュータウン（筑西市玉戸）
- 真弓ケ丘ニュータウン（常陸太田市真弓ケ丘）
- 佐竹南台ニュータウン（常陸太田市天神林町）
- 小川ニュータウン（小美玉市、大倉）
- 古河ニュータウン（古河市）
- 利根ニュータウン（北相馬郡利根町）

- 常磐線沿線
  - 竜ヶ崎ニュータウン（龍ケ崎市、UR都市機構茨城地域支社）
  - ニュータウン久保台（龍ケ崎市、関東鉄道#不動産事業）
  - 人人ニュータウンひたち野中央（牛久市、UR都市機構茨城地域支社）
  - ニチレイ牛久駅西ニュータウン（牛久市、ニチレイ不動産事業部）
  - フローラルシティ南台（石岡市、UR都市機構、平成4年度緑の都市賞（審査委員長賞））
  - 下高井地区取手ゆめみ野（取手市、関東鉄道、UR都市機構茨城地域支社）
- ファインズ桜ヶ丘ニュータウン（取手市、ファインズインターナショナル・弘済建物・竹中工務店）
- 桜ヶ丘ニュータウン（桜ケ丘町、セキスイハイム）
- グリーンクレスト桜ヶ丘（桜ケ丘町)
- 土浦ニュータウン おおつ野ヒルズ（土浦市、田村・沖宿土地区画整理組合／川鉄商事）
- 都和ニュータウン（土浦市）
- 桜ヶ丘ニュータウン（茨城町）
- 水戸ニュータウン（水戸市・東茨城郡城里町、茨城県住宅供給公社）
- 常磐の杜水戸南ニュータウン（水戸市）
- 水戸藤が原ニュータウン（水戸市藤が原)
- 百合が丘ニュータウン（水戸市、茨城県住宅供給公社）
- 桂たかね台（東茨城郡城里町、茨城県住宅供給公社）
- 白旗ニュータウン・ヘルシータウン（笠間市）
- つくばエクスプレス沿線
  - 筑波研究学園都市（つくば市、UR都市機構、都心地区は平成5年度都市景観賞（大賞））
  - 常総ニュータウン（守谷市・つくばみらい市・取手市・常総市、UR都市機構茨城地域支社）
  - つくばエクスプレス沿線開発地区（守谷市・つくばみらい市・つくば市、UR都市機構茨城地域支社）
  - つくばエクスプレスタウン（つくば市）
  - 大穂ニュータウン（つくば市）
  - パークシティ守谷（守谷市）
  - ヒルズ美園（守谷市）
  - みずき野 (守谷市)
  - テクノパーク桜（つくば市）

栃木県
在来線利用者向けのニュータウンが南部に、新幹線利用者向けのニュータウンが北部にそれぞれ建設されている。主な鉄道路線は東北新幹線、JR宇都宮線、東武日光線、東武宇都宮線など。
- 宇都宮市 - 鉄道沿線に多いが、路線バスの主要路線沿線にも多く、各ニュータウンを始終着とするバス路線も多い。
  - 東武CITY宇都宮（東武鉄道）
  - 宇都宮団地（東武鉄道）
  - 宝木本町ニュータウン
  - 石井町陽東ニュータウン
  - 宇都宮グリーンタウン
  - 城西ニュータウン
  - 河内町グリーンタウン
  - 河内町奈坪ニュータウン
  - 堀里ニュータウン
  - 石井町陽東ニュータウン
  - ウッドユータウンみやのもり
  - イーストヒルズ宇都宮
  - ふれあいタウン岩曽
  - グローイングタウン西川田
  - 篠井ニュータウン〜ふれあいひまわりタウン（宇都宮市土地開発公社）
  - 立伏・奈坪のニュータウン（宇都宮市・栃木県住宅供給公社）
  - 宇都宮駅東口ニュータウン（無限開発）
  - 鶴田ニュータウン（鶴田町ニュータウン、宇都宮市鶴田町、無限開発）
  - 鶴田駅前ニュータウン（無限開発）
  - 鶴田駅北ニュータウン（無限開発）
  - 駒生町ニュータウン（駒生町、無限開発）
  - 細谷町ニュータウン（無限開発）
  - 氏家駅西ニュータウン（無限開発）
  - ゆいの杜
- 宇都宮市以外
  - グリーンタウンしもつけ（下野市、UR都市機構、薬師川地区は平成4年度都市景観大賞（地区レベル））
  - グリーンタウン小山南（小山市、UR都市機構）
  - おもちゃのまち（東武鉄道）
  - 小山東ニュータウン（小山市）
  - 美しが丘ニュータウン（小山市、最寄は間々田駅）
  - こぶし台ニュータウン（那須烏山市）
  - セントタウン大塚ニュータウン（栃木市、丸和住宅）
  - セントタウン大平ニュータウン（栃木市大平町）
  - 文化の街（さと）箱森ニュータウン（栃木市箱森町）
  - 栃木市日ノ出町ニュータウン（栃木市、無限開発）
  - 中久保ニュータウン（栃木市岩舟町）
  - 堀里ニュータウン（足利市）
  - 野木ローズタウン（下都賀郡野木町、京成不動産）
  - ブルーミングガーデン野木（下都賀郡野木町）
  - つつじが丘ニュータウン（矢板市、栃木県住宅供給公社）
  - 片岡桜ヶ丘ニュータウン（矢板市）
  - しんとみニュータウン（大田原市新富町、栃木県住宅供給公社、パナホーム北関東）
  - 鴻野台ニュータウン（那須烏山市）
  - 西那須野ニュータウン（那須塩原市）
  - 黒磯ニュータウン「春秋苑」（那須塩原市）
  - 二宮ニュータウン（真岡市）

群馬県
中北部が山岳地帯という地形上、ほとんどが南部にある。主な鉄道路線はJR高崎線、JR両毛線、東武伊勢崎線。
- エコライフタウン緑が丘（前橋市緑が丘町、パナホーム北関東）
- ロイヤルタウンみずき野（前橋市、群馬県住宅供給公社）
- 保泉ニュータウン（伊勢崎市、東武伊勢崎線剛志駅最寄）
- 吉井ニュータウン南陽台（高崎市、西武不動産）
- JAピュアタウン新保（高崎市、大和ハウス工業が開発）
- みさとニュータウン（箕郷ニュータウン、高崎市箕郷町上芝）
- 山名イーストタウン（高崎市山名）
- 原中ニュ－タウン（高崎市箕郷町矢原）
- ふれあいタウンちよだ（千代田町、西邑楽土地開発公社・群馬県共同開発）
- 赤城ロマンドニュータウン（桐生市みどり市）
- 天笠ニュータウン（桐生市新里町山上、石山不動産）
- びゅうヴェルジェ安中榛名（安中市、東日本旅客鉄道・ジェイアール東日本都市開発）
- 板倉ニュータウン（板倉町、新住宅市街地開発事業、板倉東洋大前駅最寄、東洋大学板倉キャンパスが広がる、群馬県企業局）
- いずみニュータウン（太田市、守屋建設株式会社）
- パルタウン城西の社（太田市、太田市土地開発公社）
- 東長岡団地（太田市東長岡町、群馬県住宅供給公社）
- りんごの里金井住宅団地（渋川市、群馬県企業局）
- 上落合ニュータウン（藤岡市上落合）
- 北藤岡ニュータウン（藤岡市、八高線北藤岡駅最寄）
- うららの郷（みなかみ町土地開発公社）

埼玉県
東京から放射状に延びる鉄道路線を軸に中央部・西部で盛んに建設された。
- 東部 - 基幹となる鉄道は東武伊勢崎線（東武スカイツリーライン）・東武日光線・東武野田線（東武アーバンパークライン）・JR宇都宮線・首都圏新都市鉄道つくばエクスプレスなど。
  - 田園文化都市吉川きよみ野（吉川市、UR都市機構、平成13年度彩の国さいたま景観賞（奨励賞））
  - 吉川駅みなみ（吉川市、UR都市機構）
  - 越谷レイクタウン（越谷市、UR都市機構）
  - みさと団地（三郷市）
  - さつき平団地（三郷ニュータウン、三郷市）
  - つくばエクスプレス沿線開発地区 / つくばエクスプレスタウン八潮南部中央・三郷中央（八潮市・三郷市、UR都市機構）
  - みそのウイングシティ（さいたま市緑区・岩槻区、UR都市機構）
  - Liv-Field 西大宮（さいたま市西区、UR都市機構）
  - 白岡ニュータウン（白岡市、総合地所）
  - 東鷲宮ニュータウン（久喜市）
  - 南栗橋ニュータウン（久喜市、東武鉄道）
  - 六建ニュータウン（北本市）
  - 東武CITY新古河（加須市、東武鉄道）
  - 東武CITY幸手（幸手市、東武鉄道）
  - 大宮中川ニュータウン（さいたま市見沼区大字中川）
  - 大宮神宮台ニュータウン（さいたま市見沼区大字東宮下）
  - 大宮南中丸ニュータウン（さいたま市見沼区大字南中丸）
  - 八島ニュータウン（さいたま市桜区）
  - 飯能ニュータウン（飯能市）
  - 米島ニュータウン（春日部市米島）
  - 鴻巣ニュータウン（鴻巣市）
  - 松伏ニュータウン（北葛飾郡）
- 西部 - 基幹となる鉄道は西武池袋線・東武東上線・西武新宿線など。
  - むさし緑園都市（UR都市機構）
    - 高坂ニュータウン（東松山市、平成9年度都市景観大賞（大賞）都市景観100選選定）
    - 坂戸ニューシティにっさい（坂戸市、平成14年度彩の国さいたま景観賞受賞）
    - 川越ニューシティいせはら（川越市、平成5年度都市景観大賞（地区レベル））
    - うらら花高坂（東松山市）
    - 川鶴グリータウン（川越市・鶴ヶ島市）
    - 北坂戸地区（坂戸市）
    - 富士見地区（坂戸市・鶴ヶ島市）

  - 霞ヶ丘団地（ふじみ野市、UR都市機構、建替事業と西中央公園は平成17年度国土交通大臣賞「造園施工（大規模）部門」、平成17年度彩の国さいたま景観賞「みどり部門」受賞）
  - ニチレイ川越ニュータウン（川越市、ニチレイ不動産事業部）
  - 南大塚ニュータウン（川越市、株式会社富士開発）
  - 霞ヶ関角栄団地（川越市霞ヶ関北、角栄建設）
  - 東急ニュータウン霞ヶ関（川越市霞ヶ関東、東急）
  - 川越霞ヶ関分譲地（川越市上戸新町、住友不動産）
  - ニュータウン川越・武蔵野ニュータウン（川越市新宿町〜今福、砂新田、砂久保）
  - ガーデンシティ目白台（入間郡毛呂山町）
  - 鳩山ニュータウン（比企郡鳩山町、日本新都市開発）
  - 東松山マイタウン（東松山市、日本新都市開発）
  - パークタウン五領（東松山市、UR都市機構）
  - 東武CITY森林公園（比企郡滑川町、東武鉄道）
  - FRANCA（フランサ）つきのわ（比企郡滑川町、東武鉄道）
  - 小川パークヒル（比企郡小川町）
  - 小川みどりが丘（比企郡小川町）
  - 志木ニュータウン（志木市、鹿島建設・東武鉄道）
  - 所沢ニュータウン（所沢市、日本新都市開発）
  - エステシティー所沢（所沢市、日本新都市開発）
  - 新所沢フラワーヒル（所沢市、西武不動産）
  - 椿峰ニュータウン（所沢市）
  - 所沢松が丘（所沢市、西武鉄道・西武不動産）
  - 西武狭山ニュータウン柏原（狭山市、西武不動産）
  - 西武ぶしニュータウン（入間市、西武不動産）
  - 飯能ビッグヒルズ
    - 飯能美杉台（飯能市、UR都市機構、2003年彩の国さいたま景観賞受賞）
    - 飯能めぐみの丘
    - 飯能大河原

  - こま武蔵台（日高市、東急不動産）
  - 西武飯能・日高分譲地（飯能市・日高市、西武鉄道・西武不動産）
- 北部 - 基幹となる鉄道はJR高崎線など。バス路線沿線にも多く見られる。
  - 上柴ニュータウン（深谷市）
  - ニュータウンフォレスト武蔵野（深谷市武蔵野的場）
  - 熊谷今井ニュータウン（熊谷市）
  - 熊谷ハイタウン（万吉ニュータウン、熊谷市）
  - 東武CITY妻沼（熊谷市）
  - 本庄早稲田の杜（本庄市、都市再生機構・本庄市）

千葉県
- 青葉の森の街千葉寺（開発手法：土地区画整理事業、事業主体：住宅都市整備公団（現：都市再生機構）千葉市中央区 - 施行面積：55.3ha、計画戸数：4,466戸、施行前人口：680人、計画人口：6,700人、1987年（昭和62年）～2001年（平成13年）
- 都（開発手法：土地区画整理事業、事業主体：千葉市）- 施行面積：89.0ha、施行前人口：2,417人、計画人口：6,800人、1962年（昭和37年）～2002年（平成14年）千葉市中央区
- み春野翼の丘（開発手法：都市計画法による開発許可、事業主体：野村不動産）千葉市花見川区 - 施行面積：34.0ha、計画戸数：1,055戸、計画人口：3,059人、1995年（平成7年）～2003年（平成15年）
- 花見川団地（花見川、開発手法：公的一般宅地造成事業、事業主体：日本住宅公団（現：都市再生機構））千葉市花見川区 - 開発面積：81.6ha、計画戸数：7,081戸、計画人口：28,000人、施行面積：65.0ha、1966年（昭和41年）～1968年（昭和43年）
- さつきが丘（新検見川、開発手法：土地区画整理事業、事業主体：日本住宅公団（現：都市再生機構））千葉市花見川区 - 開発面積：79.3ha、計画戸数：4,000戸、計画人口：16,000人、1969年（昭和44年）～1974年（昭和49年）
- 西小中台団地（事業主体：日本住宅公団（現：都市再生機構））千葉市花見川区 - 開発面積：18.8ha、計画戸数：998戸、計画人口：3,680人
- こてはし台（事業主体：千葉県住宅供給公社、開発手法：公的一般宅地造成事業）千葉市花見川区 - 施行面積：80.0ha、計画戸数：2,500戸、計画人口：10,000人、1964年（昭和39年）～1975年（昭和50年）
- 朝日ケ丘（サニータウンにれのき台他、事業主体：住宅都市整備公団（現：都市再生機構））千葉市花見川区 - 開発面積：14.4ha、計画戸数：1,460戸、計画人口：5,800人
- 新検見川北（開発手法：土地区画整理事業、事業主体：土地区画整理組合）千葉市花見川区 - 施行面積：38.0ha、計画戸数：2,046戸、計画人口：6,600人、1987年（昭和62年）～1996年（平成8年）
- 宮野木団地（開発主体：京成電鉄）千葉市花見川区 - 施行面積：40ha、計画戸数：1,534戸、1962年（昭和37年）
- あやめ台団地（事業主体：日本住宅公団（現：都市再生機構）千葉市稲毛区 - 開発面積：15.5ha、計画戸数：1,538戸、計画人口：5,380人
- 千草台団地（千草台、事業主体：日本住宅公団（現：都市再生機構））千葉市稲毛区 - 開発面積：23.0ha、計画戸数：2,098戸、計画人口：7,350人、施行面積：20.9ha、1965年（昭和40年）～1966年（昭和41年）
- 小倉台（小倉団地、事業主体：千葉県住宅供給公社）千葉市若葉区 - 開発面積：71.1ha、計画戸数：2,320戸、計画人口：10,500人、1964年（昭和39年）～1966年（昭和41年）
- 大宮団地（開発手法：一団地の住宅施設、事業主体：住宅供給公社）千葉市若葉区 - 施行面積：65.0ha、開発面積：65.2ha、計画戸数：2,040戸、計画人口：7,600人、1960年（昭和35年）～1964年（昭和39年）
- 千城台（事業主体：辰巳団地建設協会（千葉県都市公社・千葉市・京成・野村・三井）、開発手法：旧住宅地造成事業に関する法律による許可）千葉市若葉区 - 施行面積：207.0ha、計画戸数：8,800戸、計画人口：28,000人、1965年（昭和40年）～1973年（昭和48年）

- 東寺山（開発手法：土地区画整理事業、事業主体：都市再生機構）千葉市若葉区 - 施行面積：102.0ha、計画戸数：4,960戸、計画人口：19,500人、1969年（昭和44年）～1977年（昭和52年）

- みつわ台（事業主体：日本住宅公団（現：都市再生機構））千葉市若葉区 - 開発面積：102.5ha、計画戸数：4,970戸、計画人口：19,500人
  - みつわ台団地（事業主体：日本住宅公団（現：都市再生機構）千葉市若葉区 - 開発面積：49.3ha、計画戸数：1,700戸、計画人口：6,150人、1975年（昭和50年）～1986年（昭和61年）
- 都賀の台 千葉市若葉区 - 開発面積：42.7ha、計画戸数：1,319戸、1970年（昭和45年）～1975年（昭和50年）
- 若松台住宅地  - 開発面積：34.6ha、計画戸数：1,221戸、1972年（昭和47年）
- 御成台研究学園都市開発（御成台（千葉市側）、開発手法：都市計画法による開発許可、事業主体：トーメン（現：豊田通商）、フジタ）千葉市若葉区 - 開発面積：55.9ha、計画人口：4,800人、全体施行面積：121.2ha、計画戸数：1591戸、1986年（昭和61年）～2003年（平成15年）

- 千葉市原ニュータウン・千葉東南部・City&Cityおゆみ野（誉田ニュータウン、開発手法：土地区画整理事業、事業主体：日本住宅公団（現UR都市再生機構））千葉市緑区 - 開発面積：605.0ha、計画戸数：22,720戸、計画人口：80,000人、施行前人口：1000人、1977年（昭和52年）～2001年（平成13年）
  - 市原ニュータウン・おゆみ野／すずかけ街（事業者/住宅・都市整備公団（現UR都市再生機構）基本計画者/住宅・都市整備公団（現UR都市再生機構）、1994年）
  - 市原ニュータウン・おゆみ野／かつら街、みずき街（事業者/住宅・都市整備公団（現UR都市再生機構）, 基本計画者/住宅・都市整備公団（現UR都市再生機構）、1998年）
- 大椎台団地（日生団地）（事業主体：星和建設）千葉市緑区 - 計画戸数：1,030戸、計画人口：4,000人
- 千葉東角栄団地（現：越智はなみずき台団地）（事業主体：角栄建設（現：ジョイント・レジデンシャル不動産、開発手法：都市計画法による開発許可）千葉市緑区 - 施行面積：53.8ha、計画戸数：1,182戸、計画人口：4,720人、1977年（昭和52年）～1981年（昭和56年）
- あすみが丘（土気南、ワンハンドレッドヒルズ他、事業主体：東急建設、東急不動産）千葉市緑区 - 開発面積：313.0ha、計画戸数：9,560戸、計画人口30,600人
- あすみが丘東（事業主体：東急建設、東急不動産）千葉市緑区 - 開発面積：84.98ha、計画戸数：2,320戸、計画人口6,800人
- あすみが丘・土気南（開発手法：土地区画整理事業、事業主体：土地区画整理組合）千葉市緑区 - 施行面積：313.6ha、計画戸数：9,560戸、施行前人口：3,000人、計画人口：30600人、1982年（昭和57年）～1996年（平成8年）
- あすみが丘東・土気東（開発手法：土地区画整理事業、事業主体：土地区画整理組合）千葉市緑区 - 施行面積：85.0ha、施行前人口：261人、計画人口：6,800人、1997年（平成9年）～2010年（平成22年）
- ちはら台茂呂町 （事業主体：日本住宅公団（現：都市再生機構））千葉市緑区 - 開発面積：368.9ha、計画戸数：12,180戸、計画人口：50,000人

- 幸町団地（事業主体：日本住宅公団（現：都市再生機構）、開発手法：公的一般宅地造成事業）千葉市美浜区 - 施行面積：50.0ha、計画戸数：5,935戸、計画人口：20,800人、1967年（昭和42年）～1985年（昭和60年）
- 海浜ニュータウン（事業主体：千葉県、千葉市、日本住宅公団（現：都市再生機構）、千葉県住宅供給公社など）千葉市美浜区 - 計画人口：124,000人
  - 稲毛海浜ニュータウン（開発手法：公有水面埋立、事業主体：千葉県、千葉市、昭和44年～昭和58年） - 開発面積：428ha、計画戸数：17,400戸、計画人口：64,000人、1969年（昭和44年）～1983年（昭和58年）
  - 検見川稲毛（開発手法：土地区画整理事業、事業主体：千葉市） - 施行面積：68.0ha、計画戸数：3,120戸、施行前人口：1,160人、計画人口：7800人、1985年（昭和60年）～2015年（平成27年）
  - 検見川海浜ニュータウン（開発手法：公的一般宅地造成事業、事業主体：千葉県） - 施行面積：343.0ha、計画戸数：13,600戸、計画人口：50,000人、1970年（昭和45年）～1985年（昭和60年）
- 幕張新都心（開発手法：公的一般宅地造成事業、事業主体：千葉県）千葉市美浜区 - 施行面積：522.0ha、計画戸数：9,400戸、計画人口：36,000人、1972年（昭和47年）～2010年（平成22年）
  - 幕張ベイタウン - 開発面積：45.0ha、計画戸数：8,900戸、計画人口：26,000人
- 幕張台（開発手法：土地区画整理事業、事業主体：千葉市）千葉市美浜区 - 施行面積：141.0ha、計画人口：19,344人、1965年（昭和40年）～1987年（昭和62年）
- 千葉ガーデンタウン（事業主体：三井不動産）千葉市美浜区 - 開発面積：14.1ha、計画戸数：1,414戸

- 浦安I期（入船・富岡・東野・弁天、開発手法：公的一般宅地造成事業、事業主体：千葉県開発庁（現企業庁）、オリエンタルランド・三井不動産・京成電鉄）浦安市 - 開発面積：874ha、計画戸数：20,000戸、計画人口：71,000人、1961年（昭和36年）～1996年（平成8年） 
  - 見明川団地（事業主体：日本住宅公団（現：都市再生機構））- 計画戸数：3,010戸、計画人口：10,460人
- 浦安II期（開発手法：公的一般宅地造成事業、事業主体：千葉県開発庁（現企業庁））浦安市 - 開発面積：367ha、計画戸数：13,400戸、計画人口：42,000人、1972年（昭和47年）～2006年（平成18年）
  - 高洲 (浦安市)（潮音の街 他、事業主体：日本住宅公団（現：都市再生機構））
  - 明海 (浦安市)（夢海の街・望海の街 他、事業主体：千葉県）
  - 日の出 (浦安市)（海風の街 他、事業主体：千葉県）
- 舞浜（京成ローズタウン、三井不動産パークハイツ 等）浦安市
- 今川（開発手法：土地区画整理事業、事業主体：土地区画整理組合）浦安市 - 施行面積：32.9ha、計画人口：3,290人、1973年（昭和48年）～1979年（昭和54年）
  - 今川団地（事業主体：日本住宅公団（現：都市再生機構）） - 計画戸数：1,900戸、計画人口：7,010人
- エルシティ新浦安美浜１団地高層・複合（事業主体：長谷工コーポレーション）浦安市 - 計画戸数：1241戸、1986年（昭和61年)
- サンコーポ浦安富岡３団地高層（事業主体：京成不動産）浦安市 - 計画戸数：1101戸、1978年（昭和53年)

- 大野（開発手法：土地区画整理事業、事業主体：土地区画整理組合）市川市 - 施行面積：72.7ha、施行前人口：300人、計画人口：7,300人、1973年（昭和48年）～1991年（平成3年）
- 南行徳第一市街（開発手法：土地区画整理事業、事業主体：土地区画整理組合）市川市 - 施行面積：177.0ha、1966年（昭和41年）～1972年（昭和47年）
- 南行徳第二市街（開発手法：土地区画整理事業、事業主体：土地区画整理組合）市川市 - 施行面積：87.0ha、1967年（昭和42年）～1973年（昭和48年）
- 南行徳第三市街（開発手法：土地区画整理事業、事業主体：土地区画整理組合）市川市 - 施行面積：104.0ha、1966年（昭和41年）～1974年（昭和49年）
- 行徳（開発手法：土地区画整理事業、事業主体：土地区画整理組合）市川市 - 施行面積：53.0ha、1968年（昭和43年）～1974年（昭和49年）
- 行徳中部市街（開発手法：土地区画整理事業、事業主体：土地区画整理組合）市川市 - 施行面積：71.6ha、計画人口：7,000人、1971年（昭和46年）～1979年（昭和54年）
- 行徳南部市街（開発手法：土地区画整理事業、事業主体：土地区画整理組合）市川市 - 施行面積：38.9ha、計画人口：3,900人、1970年（昭和45年）～1977年（昭和52年）
- 塩浜団地（事業主体：日本住宅公団（現：都市再生機構））市川市 - 計画戸数：2,570戸、計画人口：8,000人

- 千葉ニュータウン・千葉北部(船橋)（開発手法：新住宅市街地開発事業、事業主体：都市再生機構、千葉県）船橋市
- 千葉ニュータウン小室ハイランド（小室町／事業主体：千葉県、印西市、白井市、船橋市）船橋市 - 施行面積：90.0ha、計画戸数：2200戸、計画人口：8500人、1969年（昭和44年）～2005年（平成17年）
- 船橋美し学園芽吹の杜（坪井東／事業主体：都市再生機構、開発手法：土地区画整理事業）船橋市 - 計画戸数：約2,300戸、計画人口：約7,200人、施行面積：65.4ha、施行前人口：20人、1996年（平成8年）～2006年（平成18年）
- 高根台団地（高根台／開発手法：土地区画整理事業、事業主体：日本住宅公団（現：都市再生機構））船橋市 - 計画戸数：5,090戸、計画人口：18,600人、施行面積：73.0ha、1962年（昭和37年）～1963年（昭和38年）
- 宮本台（東船橋／開発手法：土地区画整理事業、事業主体：船橋市）船橋市 - 施行面積：57.0ha、計画人口：5,664人、1967年（昭和42年）～1991年（平成3年）
- 習志野台・北習志野（開発手法：土地区画整理事業、事業主体：都市再生機構）船橋市 - 施行面積：148.0ha、計画戸数：7,042戸、計画人口：27,000人、1964年（昭和39年）～1967年（昭和42年）
  - 習志野台団地（事業主体：日本住宅公団（現：都市再生機構）） - 計画戸数：2,420戸、計画人口：8,600人
- 前原団地（前原西／事業主体：日本住宅公団（現：都市再生機構））船橋市 - 計画戸数：1,320戸、計画人口：3,870人
- 若松団地（若松／事業主体：日本住宅公団（現：都市再生機構））船橋市 - 計画戸数：1,850戸、計画人口：6,900人
- 金杉台団地（金杉台／事業主体：日本住宅公団（現：都市再生機構））船橋市 - 計画戸数：1,850戸、計画人口：6,260人
- 行田団地（行田／事業主体：日本住宅公団（現：都市再生機構））船橋市 - 計画戸数：2,400戸、計画人口：8,400人
- 芝山団地（芝山／事業主体：日本住宅公団（現：都市再生機構））船橋市 - 計画戸数：2,300戸、計画人口：8,450人
- 夏見台団地（夏見台／事業主体：日本住宅公団（現：都市再生機構））船橋市
- 船橋グリーンハイツ（緑台／事業主体：大成建設・大成プレハブ（現・大成ユーレック））船橋市 - 計画戸数：2,170戸、計画人口：7,820人
- 南海神団地（海神町／事業主体：日本住宅公団（現：都市再生機構））船橋市
- 南船橋駅前ザウス跡地再開発（浜町／事業主体：ゼファーほか）船橋市 - 計画戸数：1,895戸、2003年（平成15年）～2008年（平成20年）
- 山手地区・新船橋駅東地区「ふなばし森のシティ」（北本町・山手／事業主体：三菱商事・野村不動産）船橋市 - 施行面積：約17ha（商業施設を含む）、計画戸数：1,497戸、2009年（平成21年）～2014年（平成26年）

- 小林団地（事業主体：三菱工業、開発手法：都市計画法による開発許可）印西市 - 計画戸数：2,280戸、計画人口：8,990人、施行面積：78.0ha、1978年（昭和53年）～1989年（昭和64年）
  - 小林牧の里/牧の里コミュニティタウン（小林浅間、ダイヤリックス株式会社）
- 千葉ニュータウン中央・印西牧の原（事業主体：千葉県、印西市、白井市、船橋市）
  - 千葉ニュータウン戸神（戸神台1丁目）
  - クローベリータウン・千葉ニュータウン中央（大塚）- 計画戸数：1758戸、2007年～
- 木下（開発手法：土地区画整理事業、事業主体：土地区画整理組合）印西市 - 施行面積：32.0ha、施行前人口：32人、計画人口：3200人、1977年（昭和52年）～1986年（昭和61年）

- 白井・沼南（開発手法：土地区画整理事業、事業主体：土地区画整理組合）白井市 - 施行面積：53.2ha、施行前人口：30人、計画人口：5,300人、1993年（平成5年）～2004年（平成16年）
- 千葉ニュータウン（事業主体：千葉県、印西市、白井市、船橋市） - ※計画戸数：83,710戸、※計画人口：329,200人（※計画当初、現在の計画人口は大幅に縮小し、14万3,300人）
  - 千葉ニュータウン白井地区・西白井地区（大山口と清水口）・中央プロムナード桜台
- 千葉ニュータウン・千葉北部(印西、白井)（開発手法：新住宅市街地開発事業、事業主体：都市再生機構、千葉県） - 施行面積：1843.0ha、計画戸数：43,400戸、計画人口：134,800人、1969年（昭和44年）～2013年（平成25年）
  - 千葉ニュータウンいには野（印西市）
  - 千葉ニュータウン白井地区（印西市、1995年）
  - 千葉ニュータウン第2期・滝野地区（印西市、1998年）

- 新鎌ケ谷（開発手法：土地区画整理事業、事業主体：日本住宅公団（現：都市再生機構））鎌ケ谷市 - 施行面積：59.1ha、計画戸数：1,810戸、施行前人口：300人、計画人口：5,700人、1994年（平成6年）～2008年（平成20年）
- パシフィック鎌ヶ谷グリーンタウン（東鎌ヶ谷）鎌ケ谷市
- 三井サニータウン（東初富、事業主体：三井不動産）鎌ケ谷市
- 東初富東武鎌ケ谷住宅地（開発手法：住宅地造成事業、事業主体：東武鉄道他）鎌ケ谷市 - 施行面積：約26.4 ha、1968年（昭和43年）～1974年（昭和49年）

- 常盤平・金ヶ作（開発手法：土地区画整理事業、事業主体：日本住宅公団（現：都市再生機構））松戸市 - 施行面積：169.0ha、計画戸数：7605戸、計画人口：26000人、1956年（昭和31年）～1962年（昭和37年）
  - 常盤平団地（事業主体：日本住宅公団（現：都市再生機構））- 計画戸数：4,800戸、計画人口：16,000人
- 金ヶ作第二次都市開発（開発手法：土地区画整理事業、事業主体：松戸市）松戸市 - 施行面積：59.0ha、計画人口：5870人、1964年（昭和39年）～1969年（昭和44年）
- 常盤平南部市街（開発手法：土地区画整理事業、事業主体：松戸市）松戸市 - 施行面積：39.6ha、施行前人口：370人、計画人口：3960人、1971年（昭和46年）～1987年（昭和62年）
- 小金原団地（事業主体：日本住宅公団（現：都市再生機構））松戸市 - 計画戸数：10,000戸、計画人口：40,000人
- 北小金（開発手法：土地区画整理事業、事業主体：都市再生機構）松戸市 - 施行面積：230.0ha、計画戸数：7940戸、計画人口：32000人、1966年（昭和41年）～1971年（昭和46年）
- 横須賀（開発手法：土地区画整理事業、事業主体：土地区画整理組合）松戸市 - 施行面積：55.8ha、計画人口：5580人、1971年（昭和46年）～1994年（平成6年）
- 新松戸中央市街（開発手法：土地区画整理事業、事業主体：土地区画整理組合）松戸市 - 施行面積：144.7ha、計画人口：14470人、1970年（昭和45年）～1979年（昭和54年）
- 新松戸南部市街（新松戸南、開発手法：土地区画整理事業、事業主体：松戸市）松戸市 - 施行面積：45.4ha、施行前人口：468人、計画人口：4540人、1971年（昭和46年）～1984年（昭和59年）
- 八ケ崎中央市街（開発手法：土地区画整理事業、事業主体：土地区画整理組合）松戸市 - 施行面積：39.1ha、施行前人口：600人、計画人口：3910人、1971年（昭和46年）～2000年（平成12年）
- 八柱駅周辺市街地開発（開発手法：土地区画整理事業、事業主体：松戸市）松戸市 - 施行面積：45.7ha、施行前人口：857人、計画人口：4570人、1970年（昭和45年）～1992年（平成4年）
- 上本郷第二市街（開発手法：土地区画整理事業、事業主体：土地区画整理組合）松戸市 - 施行面積：112.0ha、計画人口：11160人、1964年（昭和39年）～1978年（昭和53年）
- 六実・高柳（開発手法：土地区画整理事業、事業主体：土地区画整理組合）松戸市
  - 六高台住宅 - 施行面積：114.0ha、計画人口：11400人、1967年（昭和42年）～1987年（昭和62年）
- 二十世紀が丘（事業主体：松戸市、開発手法：土地区画整理事業）松戸市 - 施行面積：64.1ha、施行前人口：897人、計画戸数：1,600戸、計画人口：6,400人、1969年（昭和44年）～1980年（昭和55年）
- 美野里ハイタウン（松戸新田）松戸市
- 高塚団地（事業主体：日本住宅公団（現：都市再生機構））松戸市 - 計画戸数：1,000戸、計画人口：4,000人
- 牧の原団地（事業主体：日本住宅公団（現：都市再生機構））松戸市 - 計画戸数：2,200戸、計画人口：5,500人
- 紙敷（開発手法：土地区画整理事業、事業主体：土地区画整理組合）松戸市 - 施行面積：45.6ha、施行前人口：450人、計画人口：4,500人、1986年（昭和61年）～2011年（平成23年）
- 秋山（開発手法：土地区画整理事業、事業主体：土地区画整理組合）松戸市 - 施行面積：38.1ha、施行前人口：520人、計画人口：3,800人、1988年（昭和63年）～2015年（平成27年）

- 豊四季台団地（豊四季台、開発手法：公的一般宅地造成事業、事業主体：日本住宅公団（現：都市再生機構））柏市 - 計画戸数：4,666戸、計画人口：15,000人、施行面積：30.5ha、1962年（昭和37年）～1963年（昭和38年）
- 増尾ニュータウン（増尾台）柏市
- 大津ヶ丘・沼南台（大津が丘団地、開発手法：土地区画整理事業、事業主体：日本住宅公団（現：都市再生機構））柏市 - 計画戸数：4,700、計画人口：18,000人、施行面積：111.8ha、1972年（昭和47年）～1977年（昭和52年）
- 西原住宅地（西原）柏市
- 柏住宅団地（事業主体：三井不動産）柏市 - 計画戸数：1,100戸、計画人口：4,500人
- 柏の葉（開発手法：土地区画整理事業、事業主体：千葉県）柏市 - 施行面積：188.0ha、計画人口：3,480人、1983年（昭和58年）～1989年（平成元年）
- 東急柏ビレジ（東急ニュータウン柏ビレッジ柏の葉大室、花野井、開発手法：都市計画法による開発許可、事業主体：東急）柏市 - 施行面積：63.7ha、計画戸数：1,610戸、計画人口：6,000人、1977年（昭和52年）～1985年（昭和60年）
- 東急北柏ニュータウン（事業主体：東急不動産）柏市 - 計画戸数：1,760戸、計画人口：7,040人
- 北柏団地（北柏、開発手法：土地区画整理事業、事業主体：日本住宅公団（現：都市再生機構））柏市 - 計画戸数：4,500戸、計画人口：20,000人、施行面積：109.9ha、1973年（昭和48年）～1980年（昭和55年）
- 北柏駅南口市街地（開発手法：土地区画整理事業、事業主体：柏市）柏市 - 施行面積：41.1ha、施行前人口：134人、計画人口：4,100人、1972年（昭和47年）～1983年（昭和58年）
- ローレルヒルズ手賀の杜（事業主体：近鉄不動産）柏市 - 計画戸数：1,650戸
- 手賀の杜・湖南（開発手法：土地区画整理事業、事業主体：土地区画整理組合）柏市 - 施行面積：49.0ha、施行前人口：70人、計画人口：3,900人、2001年（平成13年）～2010年（平成22年）
- しいの木台・高柳西部第一市街（開発手法：土地区画整理事業、事業主体：都市再生機構）柏市 - 施行面積：39.3ha、計画戸数：1,310戸、施行前人口：330人、計画人口：4900人、1988年（昭和63年）～2000年（平成12年）
- 柏北部中央市街（開発手法：土地区画整理事業、事業主体：千葉県）柏市 - 施行面積：272.9ha、施行前人口：939人、計画人口：26,000人、2000年（平成12年）～2010年（平成22年）
- つくばエクスプレスタウン・柏北部東（開発手法：土地区画整理事業、事業主体：都市再生機構）柏市 - 施行面積：169.9ha、計画戸数：4,850戸、施行前人口：1,350人、計画人口：17,000人、2000年（平成12年）～2013年（平成25年）
- 名戸ケ谷前市街（開発手法：土地区画整理事業、事業主体：土地区画整理組合）柏市 - 施行面積：32.5ha、施行前人口：4人、計画人口：4000人、1979年（昭和54年）～1987年（昭和62年）

- 南新木・新木野（事業主体：新木駅南側土地区画整理組合）我孫子市
- 新木駅南側市街（開発手法：土地区画整理事業、事業主体：土地区画整理組合）我孫子市 - 施行面積：55.8ha、施行前人口：180人、計画人口：5,580人、1990年（平成2年）～2008年（平成20年）
- 布佐平和台（事業主体：平和不動産、開発手法：都市計画法による開発許可）我孫子市 - 施行面積：59.3ha、計画戸数：1,845戸、1976年（昭和51年）～1984年（昭和59年）
- パシフィック我孫子グリーンタウン（白山）我孫子市
- 柴崎（開発手法：土地区画整理事業、事業主体：我孫子市）我孫子市 - 施行面積：57.1ha、施行前人口：12人、計画人口：5,700人、1970年（昭和45年）～2005年（平成17年）
- 湖北台（開発手法：土地区画整理事業、事業主体：日本住宅公団（現・都市再生機構））我孫子市 - 施行面積：143.7ha、計画戸数：5,378戸、計画人口：22,000人、1967年（昭和42年）～1971年（昭和46年）
- 天王台（開発手法：土地区画整理事業、事業主体：我孫子市）我孫子市 - 施行面積：51.0ha、施行前人口：60人、計画人口：5,100人、1962年（昭和37年）～2006年（平成18年）
- つくし野（開発手法：旧住宅地造成事業に関する法律による許可、事業主体：民間開発）我孫子市 - 施行面積：41.3ha、1970年（昭和45年）～1977年（昭和52年）
- 我孫子ビレジ（開発主体：東急不動産）我孫子市 - 施行面積：41.6ha、計画戸数：1,960戸、1976年（昭和51年）

- 松ケ丘団地（事業主体：第一住宅建設協会）流山市  - 計画戸数：1,396戸、計画人口：4,893人
- 東深井（TBSやよい団地・小田急団地・東深井団地・東急団地・ルアジーランド流山 等、事業主体：東京放送(TBS)[1]、東急不動産、小田急電鉄など）流山市
- 美田 (流山市)（事業主体：中央商事、日立製作所）流山市
- 東急ニュータウン流山みやぞの（事業主体：東急不動産）流山市
- 流山平和台（事業主体：平和不動産）流山市
- 加（東急不動産｢流山美しが丘｣他、開発手法：土地区画整理事業、事業主体：土地区画整理組合）流山市 - 施行面積：38.2ha、施行前人口：930人、計画人口：5,450人、1983年（昭和58年）～1997年（平成9年）流山市
- 江戸川団地（開発手法：一団地の住宅施設、事業主体：住宅供給公社）流山市 - 施行面積：97.0ha、計画戸数：2,290戸、計画人口：8,000人、1957年（昭和32年）～1963年（昭和38年）流山市
- 江戸川台（事業主体：千葉県住宅協会（現・住宅供給公社）） - 計画戸数：2,220戸、計画人口：8,450人
- 江戸川台東（オークタウン他、事業主体：千葉県住宅協会）流山市
- 中野久木東急あさぎが丘（事業主体：東急不動産）流山市
- おおたかの森（つくばエクスプレスタウン流山新市街地地区開発、事業主体：都市再生機構、開発手法：土地区画整理事業）流山市 - 施行面積：285.8ha、計画戸数：9,200戸、施行前人口：2,400人、計画人口：28,600人、1999年（平成11年）～2013年（平成25年）
- 運動公園周辺市街（開発手法：土地区画整理事業、事業主体：千葉県）流山市 - 施行面積：232.1ha、施行前人口：1,800人、計画人口：21,400人、1998年（平成10年）～2010年（平成22年）
- 西平井・鰭ケ崎（開発手法：土地区画整理事業、事業主体：流山市）流山市 - 施行面積：51.9ha、施行前人口：798人、計画人口：5,100人、1998年（平成10年）～2016年（平成28年）
- 木（開発手法：土地区画整理事業、事業主体：千葉県）流山市 - 施行面積：68.3ha、施行前人口：831人、計画人口：6,800人、1998年（平成10年）～2008年（平成20年）
- 三輪野山第2市街（開発手法：土地区画整理事業、事業主体：土地区画整理組合）流山市 - 施行面積：34.2ha、施行前人口：332人、計画人口：3,420人、1993年（平成5年）～2007年（平成19年）
- 南流山（開発手法：土地区画整理事業、事業主体：千葉県）流山市 - 施行面積：133.0ha、計画人口：13,300人、1968年（昭和43年）～1989年（平成元年）

- 座生（開発手法：土地区画整理事業、事業主体：土地区画整理組合）野田市 - 施行面積：52.0ha、計画人口：5,200人、1992年（平成4年）～2006年（平成18年）
- 七光台駅西市街（開発手法：土地区画整理事業、事業主体：土地区画整理組合）野田市 - 施行面積：61.7ha、施行前人口：18人、計画人口：6,170人、1992年（平成4年）～2011年（平成23年）
- 川間駅南市街（開発手法：土地区画整理事業、事業主体：野田市）野田市 - 施行面積：117.7ha、計画戸数：4,800戸、施行前人口：189人、計画人口：11,700人、1971年（昭和46年）～1980年（昭和55年）
- 野田瑞季の街・野田山崎（開発手法：土地区画整理事業、事業主体：都市再生機構）野田市 - 施行面積：57.7ha、計画戸数：1,400戸、施行前人口：120人、計画人口：5300人、1989年（平成1年）～2001年（平成13年）
- 野田みずきの街（事業主体：日本住宅公団（現：都市再生機構））野田市*野田梅郷団地（住友グリーンパーク野田梅郷、開発手法：都市計画法による開発許可、事業主体：住友不動産、日本電建）野田市 - 施行面積：65.1ha、1977年（昭和52年）～1984年（昭和59年）
- 野田桜の里四季のまち（事業主体：長谷工コーポレーション）野田市 - 開発総面積：52万平方メートル、計画戸数：1,100戸

- 茂原緑ヶ丘ニュータウン「リゾーン」（開発手法：公的一般宅地造成事業、事業主体：千葉県住宅供給公社）茂原市 - 計画戸数：1,801戸、計画人口：7,200人、施行面積：99.0ha、計画戸数：1769戸、計画人口：7070人、1985年（昭和60年）～1992年（平成4年）
- 東部市街地（開発手法：土地区画整理事業、事業主体：土地区画整理組合）茂原市 - 施行面積：48.7ha、施行前人口：100人、計画人口：4,870人、1977年（昭和52年）～1984年（昭和59年）
- 坂本・豊原地区宅地開発、ヒメハルニュータウン 茂原市
- 長南町坂本・豊原地区宅地開発（事業主体：伊藤忠株式会社）茂原市 - 計画戸数：1287戸
- 本納ニュータウン宅地開発事業（事業主体：総合企画株式会社）茂原市 - 施行面積：27.0ha、優良宅地開発事業許可優良法認定は1998年）

- 成田ニュータウン（事業主体：千葉県北総開発局（現・千葉県企業庁）、千葉県住宅供給公社 他、開発手法：新住宅市街地開発事業）成田市 - 計画戸数：17,000戸、計画人口：60,000人、施行面積：482.0ha、1968年（昭和43年）～1986年（昭和61年）
- 久住駅前市街（開発手法：土地区画整理事業、事業主体：土地区画整理組合）成田市 - 施行面積：53.6ha、施行前人口：168人、計画人口：3,700人、1993年（平成5年）～2009年（平成21年）
- 公津の杜（事業主体：土地区画整理組合、京成電鉄）成田市 - 計画戸数：3,750戸、計画人口：11,740人
- 公津西（開発手法：土地区画整理事業、事業主体：土地区画整理組合）成田市 - 施行面積：37.6ha、施行前人口：7人、計画人口：3,800人、2001年（平成13年）～2010年（平成22年）
- 公津東（開発手法：土地区画整理事業、事業主体：土地区画整理組合）成田市 - 施行面積：117.4ha、施行前人口：122人、計画人口：11740人、1986年（昭和61年）～1997年（平成9年）
- 成田第一市街（開発手法：土地区画整理事業、事業主体：土地区画整理組合）成田市 - 施行面積：60.2ha、施行前人口：21人、計画人口：6,020人、1980年（昭和55年）～1991年（平成3年）
- 成田はなのき台（事業主体：土地区画整理組合）成田市 - 計画戸数：1,000戸、計画人口：3,800人
- 大栄ニュータウン（吉岡）成田市
- 四木ニュータウン（事業主体：東和不動産株式会社）成田市 - 1996年（平成8年）10月～

- ユーカリが丘（事業主体：山万、開発手法：都市計画法による開発許可）佐倉市 - 施行面積：150.2ha、計画戸数：5,400戸、計画人口：20,000人、1977年（昭和52年）～2004年（平成16年）
- 井野東（開発手法：土地区画整理事業、事業主体：土地区画整理組合）佐倉市 - 施行面積：48.1ha、施行前人口：123人、計画人口：4,810人、2002年（平成14年）～2011年（平成23年）
- 臼井駅南市街（開発手法：土地区画整理事業、事業主体：土地区画整理組合）佐倉市 - 施行面積：58.6ha、計画戸数：1,581戸、施行前人口：68人、計画人口：5850人、1972年（昭和47年）～1982年（昭和57年）
- 臼井生谷（開発手法：土地区画整理事業、事業主体：土地区画整理組合）佐倉市 - 施行面積：63.5ha、計画戸数：1,730戸、施行前人口：28人、計画人口：6400人、1974年（昭和49年）～1984年（昭和59年）
- 江原台（開発手法：土地区画整理事業、事業主体：土地区画整理組合）佐倉市 - 施行面積：45.6ha、計画人口：4,560人、1974年（昭和49年）～1981年（昭和56年）
- 佐倉てらさき・寺崎（開発手法：土地区画整理事業、事業主体：都市再生機構）佐倉市 - 施行面積：46.3ha、計画戸数：1,470戸、施行前人口：9人、計画人口：5000人、1999年（平成11年）～2012年（平成24年）
- 志津・南志津（開発手法：土地区画整理事業、事業主体：都市再生機構）佐倉市 - 施行面積：66.7ha、計画戸数：2,170戸、施行前人口：900人、計画人口：9000人、1982年（昭和57年）～1995年（平成7年）
- さくら学園ニュータウン山王（開発手法：都市計画法による開発許可、事業主体：中央商事、JX日鉱日石不動産）佐倉市 - 施行面積：65.9ha、計画戸数：1,307戸、計画人口：4836人、1981年（昭和56年）～1987年（昭和62年）
- 白銀ニュータウン（開発手法：都市計画法による開発許可、事業主体：民間開発）佐倉市 - 施行面積：52.7ha、計画戸数：1248戸、計画人口：4617人、1986年（昭和61年）～1991年（平成3年）
- そめい野（染井野）・みずきが丘・飯重団地（開発手法：都市計画法による開発許可、事業主体：東急不動産、東急建設、大林組）佐倉市 - 施行面積：110.4ha、計画戸数：2,309戸、計画人口：10,730人、1987年（昭和62年）～1994年（平成6年）、「飯重地区住宅地開発計画」として、優良宅地開発事業許可優良法認定（旧法による）が1989年
- 上志津（事業主体：土地区画整理組合）佐倉市
- 宮前（事業主体：土地区画整理組合）佐倉市
- 大崎台（事業主体：土地区画整理組合）佐倉市
- 角栄団地（中志津と六崎、事業主体：角栄建設（現：ジョイント・レジデンシャル不動産））佐倉市 - 計画戸数：3,800戸、計画人口：17,000人、1965年（昭和40年）

- 田間（開発手法：土地区画整理事業、事業主体：土地区画整理組合）東金市 - 施行面積：63.0ha、施行前人口：1,400人、計画人口：4,410人、1990年（平成2年）～2012年（平成24年）
- 東金駅東口市街地（開発手法：土地区画整理事業、事業主体：土地区画整理組合）東金市 - 施行面積：50.3ha、施行前人口：1,134人、計画人口：5,030人、1974年（昭和49年）～1982年（昭和57年）
- 東金レイクサイドヒル東金台角栄団地（日吉台、開発手法：都市計画法による開発許可、事業主体：エルカクエイ（現：ジョイント・レジデンシャル不動産）東金市 - 計画戸数：2,800戸、計画人口：9,000人 施行面積：162.0ha、計画戸数：2,800戸、計画人口：11,028人、1975年（昭和50年）～2006年（平成18年）
- とーがねニュータウン丘の街（油井）東金市
- 季美の森（事業主体：東急不動産、エルカクエイ（現：ジョイント・レジデンシャル不動産））東金市 - 施行面積：200ha、計画戸数：2,650戸、計画人口：9,150人

- 京葉港市街地（開発手法：公的一般宅地造成事業、事業主体：千葉県）習志野市 - 施行面積：154.0ha、計画戸数：4,622戸、計画人口：17,000人、1971年（昭和46年）～1977年（昭和52年）習志野市
- 袖ケ浦・津田沼（開発手法：公有水面埋立、事業主体：日本住宅公団（現：都市再生機構））習志野市 - 施行面積：109.0ha、計画戸数：4,541戸、計画人口：18,000人、1963年（昭和38年）～1965年（昭和40年）習志野市
- 津田沼駅南口市街地（谷津→奏の杜／開発手法：土地区画整理事業、事業主体：習志野市, JR津田沼駅南口土地区画整理組合）習志野市 - 施行面積：35.0ha、施行前人口：78人、計画人口：7,000人、2007年（平成19年）～2014年（平成26年）習志野市
- 谷津ローズタウン
- 東習志野団地（事業主体：日本住宅公団（現：都市再生機構））習志野市
- 津田沼住宅団地（事業主体：）習志野市
- 泉団地（事業主体：習志野市営）習志野市
- 鷺沼団地（事業主体：習志野市営）習志野市
- 秋津団地（事業主体：習志野市営）習志野市
- ユトリシア（東習志野／事業主体（売主）：大成有楽不動産・名鉄不動産・三交不動産・東レ建設・新日本建設）習志野市 - 敷地面積：約6.3ha、計画戸数：1,453戸、2007年（平成19年）～2015年（平成27年）

- いちはら緑園都市（泉台、開発手法：都市計画法による開発許可、事業主体：日本新都市開発）市原市 - 施行面積：60.0ha、計画戸数：1,334戸、計画人口：5,336人、1983年（昭和58年）～1993年（平成5年）
- 千葉市原ニュータウン・千原台・City&Cityちはら台・（開発手法：土地区画整理事業、事業主体：日本住宅公団（現：都市再生機構））市原市 - 開発面積：368.9ha、計画戸数：12,180戸、計画人口：50,000人、施行前人口：155人、1977年（昭和52年）～2002年（平成14年）
- 国分寺台（開発手法：土地区画整理事業、事業主体：土地区画整理組合）市原市 - 開発面積：380ha、計画戸数：10,000戸、計画人口：40,000人、1971年（昭和46年）～2001年（平成13年）
- 青葉台（開発手法：旧住宅地造成事業に関する法律による許可、事業主体：民間開発）市原市 - 施行面積：65.0ha、計画戸数：1,977戸、計画人口：10,000人、1969年（昭和44年）～1971年（昭和46年）
- 青葉台6･7丁目（開発手法：旧住宅地造成事業に関する法律による許可、事業主体：民間開発）市原市 - 施行面積：28.2ha、計画戸数：1,000戸、計画人口：3,385人、1970年（昭和45年）～1973年（昭和48年）
- 光風台（開発手法：民間主体による開発行為で都市計画法第29条に基づく許可を要しないもの、事業主体：日建不動産）市原市 - 計画戸数：2,300戸、計画人口：9,200人、施行面積：72.0ha、1970年（昭和45年）～1976年（昭和51年）
- 辰巳台（辰巳団地、開発手法：一団地の住宅施設、事業主体：千葉県都市公社）市原市 - 計画戸数：7,100戸、計画人口：25,000人、施行面積：160.0ha、1959年（昭和34年）～1963年（昭和38年）
- 若宮団地（開発手法：公的一般宅地造成事業、事業主体：千葉県住宅供給公社）市原市 - 計画戸数：1,920戸、計画人口：7,200人、施行面積：60.0ha、1964年（昭和39年）～1975年（昭和50年）
- 五井西（開発手法：土地区画整理事業、事業主体：土地区画整理組合）市原市 - 施行面積：67.0ha、施行前人口：560人、計画人口：6,700人、1984年（昭和59年）～2001年（平成13年）
- 君塚（開発手法：土地区画整理事業、事業主体：土地区画整理組合）市原市 - 施行面積：87.6ha、計画人口：8,750人、1973年（昭和48年）～1991年（平成3年）
- 五所・君塚（開発手法：土地区画整理事業、事業主体：土地区画整理組合）市原市 - 施行面積：34.1ha、施行前人口：56人、計画人口：3,400人、1962年（昭和37年）～1968年（昭和43年）
- 五所第二市街（開発手法：土地区画整理事業、事業主体：土地区画整理組合）市原市 - 施行面積：50.0ha、施行前人口：800人、計画人口：5,000人、1972年（昭和47年）～1981年（昭和56年）
- 潤井戸（開発手法：土地区画整理事業、事業主体：都市再生機構）市原市 - 施行面積：131.0ha、計画戸数：2470戸、施行前人口：10人、計画人口：9600人、1994年（平成6年）～2009年（平成21年）
- 青柳（開発手法：土地区画整理事業、事業主体：土地区画整理組合）市原市 - 施行面積：54.9ha、施行前人口：792人、計画人口：5,500人、1987年（昭和62年）～2006年（平成18年）
- 青柳海岸（開発手法：土地区画整理事業、事業主体：土地区画整理組合）市原市 - 施行面積：54.3ha、施行前人口：50人、計画人口：5,430人、1978年（昭和53年）～1999年（平成11年）
- 桜台（開発手法：都市計画法による開発許可、事業主体：民間開発）市原市 - 施行面積：59.2ha、計画戸数：1,410戸、計画人口：5,640人、1976年（昭和51年）～1979年（昭和54年）
- 姉崎住宅地（有秋台）（開発手法：土地区画整理事業、事業主体：千葉県開発局）市原市 - 計画戸数：3,000戸、計画人口：9,000人、施行面積：81.5ha、1965年（昭和40年）～1968年（昭和43年）
- 誉田グリーンヒル（瀬又）
- ときわ台ニュータウン（栢橋、事業主体：株式会社大倉）
- 椎の木台角栄団地（事業主体：角栄建設（現：ジョイント・レジデンシャル不動産））
- 姉崎ダイヤランド（事業主体：都市開発企業体）市原市 - 計画戸数：1,410戸、計画人口：5,640人
- 姉崎ニュータウン（事業主体：生活協同組合東京住宅供給センター）市原市 - 計画戸数：1,520戸、計画人口：6,080人

- 上烏田団地（八幡台ニュータウン）（開発手法：都市計画法による開発許可、事業主体：民間開発）木更津市
- 八幡台ニュータウン（事業主体：千葉県住宅供給公社）木更津市 - 施行面積：109.0ha、計画戸数：2,700戸、計画人口：10528人、1972年（昭和47年）～1977年（昭和52年）
- シーアイタウン（大久保、事業主体：伊藤忠商事、伊藤忠都市開発、開発手法：旧住宅地造成事業に関する法律による許可）木更津市 - 施行面積：72.0ha、計画戸数：2000戸、計画人口：8000人、1970年（昭和45年）～1975年（昭和50年）
- 烏田（開発手法：土地区画整理事業、事業主体：土地区画整理組合）木更津市 - 施行面積：92.1ha、施行前人口：28人、計画人口：8,000人、1995年（平成7年）～2005年（平成17年）
- 貝渕（開発手法：土地区画整理事業、事業主体：土地区画整理組合）木更津市 - 施行面積：47.3ha、施行前人口：240人、計画人口：4,730人、1970年（昭和45年）～1985年（昭和60年）
- かずさアクアシティ・金田西（開発手法：土地区画整理事業、事業主体：千葉県）木更津市 - 施行面積：110.8ha、計画戸数：2,187戸、施行前人口：500人、計画人口：7000人、1998年（平成10年）～2019年（平成31年）
- かずさアクアシティ・金田東（開発手法：土地区画整理事業、事業主体：都市再生機構）木更津市 - 施行面積：155.6ha、計画戸数：3,900戸、施行前人口：500人、計画人口：12,500人、1999年（平成11年）～2013年（平成25年）
- 桜井（開発手法：土地区画整理事業、事業主体：土地区画整理組合）木更津市 - 施行面積：51.9ha、計画人口：5,170人、1973年（昭和48年）～1990年（平成2年）
- 小浜（開発手法：土地区画整理事業、事業主体：土地区画整理組合）木更津市 - 施行面積：77.3ha、施行前人口：4人、計画人口：7000人、1988年（昭和63年）～2001年（平成13年）
- 清見台団地（事業主体：区画整理組合）木更津市 - 計画戸数：15,000戸、計画人口：50,000人
- 清見台市街（開発手法：土地区画整理事業、事業主体：土地区画整理組合）木更津市 - 施行面積：55.0ha、計画人口：4,950人、1963年（昭和28年）～1998年（平成10年）
- 清見台第二市街（開発手法：土地区画整理事業、事業主体：土地区画整理組合）木更津市 - 施行面積：173.0ha、計画人口：17270人、1967年（昭和42年）～1999年（平成11年）
- 清見台第三（開発手法：土地区画整理事業、事業主体：土地区画整理組合）木更津市 - 施行面積：177.7ha、施行前人口：1,064人、計画人口：17,800人、1970年（昭和45年）～2003年（平成15年）
- 請西（事業主体：区画整理組合）木更津市 - 計画戸数：2,000戸、計画人口：8,000人
- 請西第一市街（開発手法：土地区画整理事業、事業主体：土地区画整理組合）木更津市 - 施行面積：79.7ha、施行前人口：60人、計画人口：7,970人、1972年（昭和47年）～1999年（平成11年）
- 請西第二市街（開発手法：土地区画整理事業、事業主体：土地区画整理組合）木更津市 - 施行面積：72.2ha、施行前人口：88人、計画人口：7,200人、1988年（昭和63年）～2000年（平成12年）
- 請西第三市街（開発手法：土地区画整理事業、事業主体：土地区画整理組合）木更津市 - 施行面積：90.4ha、施行前人口：20人、計画人口：8,200人、1992年（平成4年）～2007年（平成19年）
- 中尾・伊豆島（開発手法：土地区画整理事業、事業主体：土地区画整理組合）木更津市 - 施行面積：98.0ha、施行前人口：200人、計画人口：6,800人、1992年（平成4年）～2007年（平成19年）
- 畑沢第二市街（開発手法：土地区画整理事業、事業主体：土地区画整理組合）木更津市 - 施行面積：94.5ha、施行前人口：315人、計画人口：9,400人、1972年（昭和47年）～1984年（昭和59年）
- 羽鳥野（事業主体：区画整理組合・新昭和他）木更津市 - 開発面積：92ha、計画人口：8,000人、2010年（平成22年）～
- 桜井団地（事業主体：区画整理組合）木更津市 - 計画戸数：1,300戸、計画人口：5,200人
- 木更津ベイサイドヒル港南台（事業主体：東日本旅客鉄道）木更津市
- 木更津ベイサイドヒル西武港南台（事業主体：西武プロパティーズ）木更津市 - 計画戸数：2,000戸、1995年（平成7年）～

- 久保（開発手法：土地区画整理事業、事業主体：土地区画整理組合）君津市 - 施行面積：71.4ha、施行前人口：900人、計画人口：7,000人、1969年（昭和44年）～1982年（昭和57年）
- 宮下（開発手法：土地区画整理事業、事業主体：土地区画整理組合）君津市 - 施行面積：30.1ha、計画人口：3,000人、1972年（昭和47年）～1998年（平成10年）
- 郡（開発手法：土地区画整理事業、事業主体：土地区画整理組合）君津市 - 施行面積：37.0ha、施行前人口：56人、計画人口：3,700人、1988年（昭和63年）～2011年（平成23年）
- 常代（開発手法：土地区画整理事業、事業主体：土地区画整理組合）君津市 - 施行面積：53.7ha、計画戸数：5,370戸、施行前人口：2,240人、計画人口：5,370人、1988年（昭和63年）～2003年（平成15年）
- 人見（開発手法：土地区画整理事業、事業主体：土地区画整理組合）君津市 - 施行面積：60.1ha、計画人口：6,000人、1974年（昭和49年）～1991年（平成3年）
- 中野（開発手法：土地区画整理事業、事業主体：土地区画整理組合）君津市 - 施行面積：88.9ha、施行前人口：3,100人、計画人口：8,880人、1972年（昭和47年）～1993年（平成5年）
- 南子安（開発手法：土地区画整理事業、事業主体：土地区画整理組合）君津市 - 施行面積：146.3ha、計画人口：13,140人、1971年（昭和46年）～1995年（平成7年）
- 北子安（開発手法：土地区画整理事業、事業主体：土地区画整理組合）君津市 - 施行面積：77.2ha、計画人口：6,160人、1971年（昭和46年）～1990年（平成2年）
- 箕輪（開発手法：土地区画整理事業、事業主体：土地区画整理組合）君津市 - 施行面積：99.4ha、施行前人口：800人、計画人口：9,900人、1973年（昭和48年）～1991年（平成3年）
- 杢師（開発手法：土地区画整理事業、事業主体：土地区画整理組合）君津市 - 施行面積：62.1ha、施行前人口：450人、計画人口：4,950人、1971年（昭和46年）～1991年（平成3年）
- 坂田（開発手法：土地区画整理事業、事業主体：土地区画整理組合）君津市 - 施行面積：60.0ha、1969年（昭和44年）～1982年（昭和57年）

- 八千代台団地（事業主体：千葉県住宅供給公社）「日本の大規模住宅団地の発祥の地」八千代市 - 計画戸数：1,114戸、計画人口：4,456人
- 勝田台団地（事業主体：千葉県住宅供給公社、開発手法：公的一般宅地造成事業）八千代市 - 計画戸数：3,760戸、計画人口：15,000人、施行面積：117.0ha、1965年（昭和40年）～1970年（昭和45年）
- 村上団地（事業主体：日本住宅公団（現：都市再生機構）、開発手法：公的一般宅地造成事業）八千代市 - 施行面積：80.0ha、計画戸数：5,000戸、計画人口：16,000人、1972年（昭和47年）～1976年（昭和51年）
- 村上南・辺田前（開発手法：土地区画整理事業、事業主体：土地区画整理組合）八千代市 - 施行面積：59.5ha、施行前人口：200人、計画人口：5,950人、1992年（平成4年）～2009年（平成21年）
- 米本団地（事業主体：日本住宅公団（現：都市再生機構）、開発手法：公的一般宅地造成事業）八千代市 - 計画戸数：3,000戸、計画人口：12,000人、施行面積：39.0ha、1968年（昭和43年）～1969年（昭和44年）
- 高津団地（事業主体：日本住宅公団（現：都市再生機構）、開発手法：公的一般宅地造成事業）八千代市 - 施行面積：50.0ha、計画戸数：4,133戸、計画人口：14,600人、1969年（昭和44年）～1970年（昭和45年）
- 高津台ローズタウン（八千代緑ヶ丘）八千代市
- 八千代緑が丘・西八千代東部（開発手法：土地区画整理事業、事業主体：土地区画整理組合）八千代市 - 施行面積：50.8ha、施行前人口：279人、計画人口：5,100人、1987年（昭和62年）～1998年（平成10年）
- 八千代緑が丘 はぐみの杜・西八千代北部（開発手法：土地区画整理事業、事業主体：都市再生機構）八千代市 - 施行面積：140.5ha、計画戸数：4,000戸、施行前人口：544人、計画人口：14000人、2001年（平成13年）～2013年（平成25年）
- 八千代カルチャータウン（開発手法：都市計画法による開発許可、事業主体：民間開発）八千代市 - 施行面積：65.6ha、計画戸数：1,000戸、計画人口：3,784人、1992年（平成4年）～2007年（平成19年）
- 八千代ゆりのき台・萱田（開発手法：土地区画整理事業、事業主体：都市再生機構）八千代市 - 施行面積：98.4ha、計画戸数：2,960戸、施行前人口：226人、計画人口：12,000人、1979年（昭和54年）～1991年（平成3年）
- エステシティ八千代学園台（大学町・真木野学園、開発手法：都市計画法による開発許可、事業主体：民間開発）八千代市 - 施行面積：45.2ha、1986年（昭和61年）～1988年（昭和63年）

- 八街フレッシュタウン（八街ニュータウン、台）八街市
  - キャノン八街（事業主体：株式会社トーケンハウス） - 2002年（平成14年）～
  - 八街字前原（事業主体：有限会社丸善コスモ企業 - 2002年（平成14年）～
- 文違新栄ニュータウン（文違、事業主体：木下工務店他）八街市 - 2007年（平成19年）3月～
- みどりヶ丘ニュータウン（ガーデンタウン八街、吉倉、事業主体：京葉住宅）八街市
- 川上ニュータウン（八街勢田ニュータウン、勢田）八街市
- エステシティ佐野倉（希望が丘）八街市
- 泉台（住友グリーンパーク八街泉台、開発手法：都市計画法による開発許可、事業主体：民間開発）八街市 - 施行面積：30.7ha、計画戸数：1,000戸、計画人口：3,368人、1978年（昭和53年）～1982年（昭和57年）
- 東吉田ニュータウン造成（事業主体：株式会社大栄）八街市 - 1999年（平成11年）5月～
- 東吉田宅地造成（事業主体：日本新都市開発株式会社）八街市
- 駅前ニュータウン榎戸 株式会社大倉---計画戸数：144 八街市

- 大和ニュータウン 富里市
- 南七栄ニュータウン（笠木野）富里市
- 新中沢ニュータウン（新中沢）立沢ニュータウン（立沢）（事業者：富里市第二工業団地土地区画整理組合・フジタ、事業形態：土地区画整理事業）富里市 - 施行面積：55ha、1994年3月～2006年3月
- 立沢台ニュータウン（立沢新田）富里市
- 日吉台ニュータウン（事業主体：富士建興業、開発手法：民間主体による開発行為で都市計画法第29条に総合企画株式会社基づく許可を要しないもの）富里市 - 施行面積：102.0ha、計画戸数：2,660戸、計画人口：11,140人、1975年（昭和50年）～1978年（昭和53年）
- 東立沢ニュータウン（立沢新田）富里市
- ハニワ台ニュータウン（はにわ台）富里市
- ファミリータウン（根木名）富里市
- グリーンタウン（大和）富里市
- 七栄ニュータウン（七栄）富里市
- 東七栄ニュータウン（七栄）富里市
- 七栄新木戸（南新木戸・北新木戸、開発手法：土地区画整理事業）富里市 - 計画人口：2,000人、1999年（平成11年）～2016年（平成28年）完了予定
- 日吉倉五斗蒔（事業主体：富里市、開発手法：土地区画整理事業）富里市 - 施行面積：3.2ha, 1999年～

- 山王（開発手法：土地区画整理事業、事業主体：土地区画整理組合）富津市 - 施行面積：40.1ha、施行前人口：152人、計画人口：4,000人、1995年（平成7年）～2011年（平成23年）
- 青木（開発手法：土地区画整理事業、事業主体：土地区画整理組合）富津市 - 施行面積：59.8ha、施行前人口：250人、計画人口：4,350人、1987年（昭和62年）～2010年（平成22年）
- 大堀（開発手法：土地区画整理事業、事業主体：土地区画整理組合）富津市 - 施行面積：52.0ha、1973年（昭和48年）～1989年（平成元年）
- 天羽マリーンヒル（海良、事業主体：鋸南リゾート株式会社）富津市 - 施行面積：約18万8000平米

- 千代田団地（事業主体：千葉県住宅供給公社、開発手法：一団地の住宅施設）四街道市 - 計画戸数：2,800戸、計画人口：12,000人、施行面積：99.0ha、1970年（昭和45年）～1979年（昭和54年）
- みそらニュータウン（事業主体：新日本観光開発、東武鉄道、開発手法：旧住宅地造成事業に関する法律による許可）四街道市 - 施行面積：65.0ha、計画戸数：1,653戸、計画人口：6,612人、1970年（昭和45年）～1978年（昭和53年）
- 旭ヶ丘グリーンタウン（第１グリーンタウン・旭ヶ丘、第2グリーンタウン・鹿渡、開発手法：旧住宅地造成事業に関する法律による許可、事業主体：藤田観光株式会社）四街道市 - 施行面積：50.0ha、計画戸数：2,150戸、計画人口：8,600人、1967年（昭和42年）～1968年（昭和43年）
- 四街道めいわひかりが丘（事業主体：戸田建設など）四街道市 - 計画戸数：2,500戸
- つくし座 四街道市
- さちが丘住宅 四街道市
- 御成台研究学園都市開発・鷹の台（開発手法：都市計画法による開発許可）四街道市 - 施行面積：121.2ha、計画戸数：1,591戸、計画人口：6,356人、1986年（昭和61年）～2003年（平成15年）
- 四街道南市街（開発手法：土地区画整理事業、事業主体：土地区画整理組合）四街道市 - 施行面積：78.7ha、計画戸数：2,420戸、施行前人口：10人、計画人口：8,000人、1985年（昭和60年）～1997年（平成9年）
- ベリータウンもねの里・物井（開発手法：土地区画整理事業、事業主体：都市再生機構）四街道市 - 施行面積：95.7ha、計画戸数：2,905戸、施行前人口：469人、計画人口：10,000人、1992年（平成4年）～2013年（平成25年）
- 四街道美しが丘・和良比（開発手法：土地区画整理事業、事業主体：都市再生機構）四街道市 - 施行面積：40.9ha、計画戸数：1,260戸、施行前人口：20人、計画人口：5,000人、1984年（昭和59年）～1991年（平成3年）

- 北袖ヶ浦住宅団地「けやき台」（開発手法：土地区画整理事業、事業主体：千葉県）袖ケ浦市 - 施行面積：28.3ha、計画人口：3,396人、1969年（昭和44年）～1977年（昭和52年）
- のぞみ野（開発手法：都市計画法による開発許可、事業主体：日商岩井）袖ケ浦市 - 施行面積：60.2ha、計画戸数：1,600戸、計画人口：6,400人、1978年（昭和53年）～1983年（昭和58年）
- 蔵波台団地（開発手法：土地区画整理事業、事業主体：土地区画整理組合）袖ケ浦市 - 計画戸数：4,000戸、計画人口：17,000人、施行面積：123.6ha、1970年（昭和45年）～1983年（昭和58年）
- 福王台（開発手法：土地区画整理事業、事業主体：土地区画整理組合）袖ケ浦市 - 計画戸数：3,400戸、計画人口：10,400人、施行面積：104.9ha、1969年（昭和44年）～1983年（昭和58年）
- 長浦駅前団地（事業主体：長浦駅前土地区画整理組合）袖ケ浦市 - 計画戸数：3,000戸、計画人口：12,000人、施行面積：90.4ha、1971年（昭和46年）～1985年（昭和60年）

- 栗之岡団地（事業主体：菱和不動産）香取市 - 計画人口：1,400戸、計画人口：5,000人
- おおくすニュータウン（事業主体：山田町）香取市
- 瑞穂台ニュータウン(みずほ台ニュータウン、開発手法：都市計画法による開発許可、事業主体：山城産業株式会社）香取市 - 施行面積：33.3ha、計画戸数：1,000戸、計画人口：3,600人、1974年（昭和49年）～1982年（昭和57年）

- 星和豊里ニュータウン（開発手法：民間主体による開発行為で都市計画法第29条に基づく許可を要しないもの、事業主体：大林新星和不動産）銚子市 - 施行面積：70.0ha、計画戸数：2,187戸、計画人口：9,324人、1974年（昭和49年）～1991年（平成3年）

- 南房総・大原西武グリーンタウン（大原台夷隅レクリエーション、開発手法：公的一般宅地造成事業、事業主体：千葉県、西武不動産→西武プロパティーズ)いすみ市 - 計画戸数：2,446戸、計画人口：9,740人、施行面積：380.9ha、1971年（昭和46年）～2005年（平成17年）

- 南房総・御宿西武グリーンタウン（御宿台、事業主体：千葉県、西武不動産→西武プロパティーズ)夷隅郡御宿町 - 計画戸数：1,500戸、 1988年（昭和63年）～

- 東しすい住宅団地（事業主体：昭苑都市開発、東急建設）印旛郡酒々井町 - 計画戸数：1,200戸、計画人口：4,800人
- 東酒々井（開発手法：都市計画法による開発許可、事業主体：民間開発）酒々井町 - 施行面積：56.0ha、計画戸数：2,270戸、計画人口：9,080人、1970年（昭和45年）～1977年（昭和52年）
- パークアベニュー佐倉成城台（本佐倉・上本佐倉）酒々井町
- 酒々井町中央台団地（事業主体：酒々井町）酒々井町 - 計画戸数：1,963戸、計画人口：7,800人
- 酒々井中央台（開発手法：公的一般宅地造成事業、事業主体：住宅供給公社）酒々井町 - 施行面積：48.0ha、計画戸数：1,300戸、計画人口：5,200人、1971年（昭和46年）～1987年（昭和62年）
- ふじき野 酒々井町

- 昭苑台（事業主体：昭苑都市開発）印旛郡栄町 - 計画戸数：1,490戸、計画人口：5,720人
- 竜角寺団地（竜角寺台、開発手法：都市計画法による開発許可、事業主体：フジタ工業（現・フジタ））栄町 - 施行面積：75.9ha、計画戸数：1500戸、計画人口：6,000人、1979年（昭和54年）～1985年（昭和60年）
- 安食台（開発手法：都市計画法による開発許可、事業主体：大豊商事株式会社）栄町 - 安食台1丁目の一部～4丁目、施行面積：50.8ha、計画戸数：1424戸、計画人口：5,652人、1978年（昭和53年）～1982年（昭和57年）栄町 - 安食台1丁目の一部、5丁目、6丁目、施行面積：24.9ha、1980年（昭和55年）～1983年（昭和58年）
- 酒直台（酒直ニュータウン）栄町 - 開発面積：20.35ha、1980年～1984年
- 南ケ丘 栄町 - 開発面積：20.14ha、1982年～1987年

- むつみニュータウン（上市場、事業主体：睦沢町、長生郡南部開発公社睦沢支部）長生郡睦沢町

- 多古台住宅団地（事業主体：間組）香取郡多古町 - 計画戸数：1,500戸、計画人口：5,100人

- 日向ニュータウン（第一と第二、木原）山武市
- 殿台ニュータウン 山武市
- 湯坂ニュータウン 山武市
- 境山グリーンタウン 山武市
- 成東白幡ニュータウン（九十九里町・山武市

- 南房総千倉開発計画（開発手法：民間主体による開発行為で都市計画法第29条に基づく許可を要しないもの、事業主体：民間開発）南房総市 - 施行面積：98.0ha、計画戸数：1,058戸、計画人口：3,900人、2007年（平成19年）～2014年（平成26年）

- 飯倉台ニュータウン（事業主体：株式会社大倉）匝瑳市
- 飯倉台・飯倉駅前市街地開発（開発手法：土地区画整理事業、事業主体：土地区画整理組合）匝瑳市 - 施行面積：35.9ha、施行前人口：10人、計画人口：3,580人、1984年（昭和59年）～1993年（平成5年）

- ニュータウン花房 鴨川市
- アナトリア鴨川リゾート（開発手法：都市計画法による開発許可、事業主体：鴨川市. 鴨川市開発公社）鴨川市 - 施行面積：107.0ha、計画戸数：1,391戸、計画人口：4,505人

- ながた野（開発手法：土地区画整理事業、事業主体：土地区画整理組合）大網白里市 - 施行面積：25.8ha、施行前人口：190人、計画人口：3,500人、1984年（昭和59年）～1994年（平成6年）
- みずほ台（メイキスガーデンみずほ台他）大網白里市
  - メイキスガーデン・みずほ台（開発手法：土地区画整理事業、事業主体：土地区画整理組合）- 施行面積：69.7ha、計画戸数：1,775戸、施行前人口：143人、計画人口：7100人、1983年（昭和58年）～1998年（平成10年）
- みどりが丘（きららのくに、事業主体：伊藤忠商事、緑ヶ丘土地区画整理組合）大網白里市 - 施行面積：88.6ha、計画戸数：2,125戸、施行前人口：90人、計画人口：8,500人、1990年（平成2年）～1999年（平成11年）
- みやこ野（開発手法：土地区画整理事業、事業主体：土地区画整理組合）大網白里市 - 施行面積：20.0ha、計画人口：3,500人、1983年（昭和58年）～1994年（平成6年）
- 季美の森南（事業主体：東急不動産、エルカクエイ（現：ジョイント・レジデンシャル不動産）開発手法：都市計画法による開発許可）大網白里市 - 施行面積：77ha、計画戸数：2,003戸、計画人口：6,745人、1990年（平成2年）～2007年（平成19年）、H3.10.31に優良宅地開発事業許可優良法認定（旧法による）

東京都
- 光が丘（練馬区、光が丘パークタウンはUR都市機構、平成5年度日本建築学会賞（業績））
- 高島平（板橋区）
- 多摩ニュータウン（多摩地域、国内最大規模）
- みなみ野シティ（八王子市、UR都市機構、平成14年度緑の都市賞（内閣総理大臣賞）、八王子ニュータウンとも）
- ニュータウン小山田桜台（町田市小山田桜台、UR都市機構他）
- 藤の台・町田山崎団地、町田木曽・境川・本町田住宅周辺（町田市中央部、UR都市機構・都公社）
- ポンテグランデTOKYO（足立区千住）
- なぎさニュータウン（江戸川区南葛西、日本勤労者住宅協会、第1回江戸川区都市景観賞）

神奈川県
- 横浜市 - 北部と西部に大規模ニュータウンが立地している。鉄道路線がよく発達しているところが多い。
  - 港北ニュータウン（都筑区、横浜市・日本住宅公団（現UR都市機構））
  - 多摩田園都市（青葉区、東京急行電鉄系）
  - 東急長津田ニュータウン（緑区長津田、東京急行電鉄・神奈川県住宅供給公社、旧東芝工場予定地）
  - 長津田みなみ台（緑区長津田みなみ台、都市基盤整備公団（現UR都市機構）・横浜都市みらい・横浜市）
  - 二俣川東急ニュータウン（旭区二俣川、東京急行電鉄）
  - 横浜若葉台団地（旭区若葉台、神奈川県住宅供給公社）
  - ニュータウン南瀬谷（瀬谷区）
  - マークスプリングス（瀬谷区、オリックス不動産）
  - 相鉄いずみ野線沿線（ニュータウンいずみ野・弥生台・山手台イースト地区・みやこガーデン・緑園南が丘・いずみ中央、横浜市泉区 / 山手台サウス地区、横浜市泉区・戸塚区 / 南まきが原・緑園都市、横浜市旭区・泉区、相鉄不動産）
  - 中白根東急白根ニュータウン（旭区）
  - 京急ニュータウン（戸塚区・港南区、京急不動産）
  - 富岡西（金沢区）
  - 港南台（港南区、UR都市機構）
  - 洋光台（磯子区、日本住宅公団）
  - 港南ニュータウン（横浜市、株式会社富士開発）
  - さつきヶ丘ニュータウン（横浜市、株式会社富士開発）
  - 中田フジニュータウン（横浜市、株式会社富士開発）
  - 和田フジニュータウン（横浜市、株式会社富士開発）
  - 下飯田フジニュータウン（横浜市、株式会社富士開発）
  - 金沢文庫分譲地（横浜市西柴、西武不動産）
  - トーメン東戸塚ニュータウン（東戸塚ガーデニアイーストヒルズ、横浜市戸塚区）
- 綾瀬フジニュータウン（綾瀬市、株式会社富士開発）
- 北部（川崎市・相模原市など東京都に隣接した地区）
  - 多摩田園都市（川崎市宮前区、東京急行電鉄系）
  - 百合ヶ丘（川崎市麻生区）
  - はるひ野（川崎市麻生区、都市再生機構）
  - うららの国ニュータウン（大和市、丸正産業他）
  - うららの国ニュータウン相模大塚（大和市上草柳）
  - ゆとりの国ニュータウン相武台前（座間市相武台、丸正産業の相武台前駅の駅前の大規模住宅地開発プロジェクト）
- 湘南地区（鎌倉市・藤沢市・茅ヶ崎市・平塚市など）
  - 大庭ニュータウン （藤沢市大庭台）
  - 湘南ライフタウン（藤沢市、茅ヶ崎市）
  - Fujisawa サスティナブル・スマートタウン（藤沢市辻堂元町、パナホーム×三井不動産レジデンシャル）
  - 湘南日向岡（平塚市、東京急行電鉄）
  - 湘南めぐみが丘（平塚市、東京急行電鉄）
  - 湘南みずきTHOUSAND VILLAGE（茅ヶ崎市、相鉄不動産 / 相鉄不動産販売）
  - 鎌倉逗子ハイランド（鎌倉市、逗子市、西武不動産）
  - 七里ガ浜分譲地（鎌倉市七里ガ浜東、西武不動産）
- 横須賀市・三浦市
  - 京急ニュータウン
  - 湘南港が丘（横須賀市、田浦開発）
  - 湘南鷹取台（横須賀市、西武不動産）
  - マボリ・シーハイツ（横須賀市、西武不動産）
  - 衣笠ニュータウン（横須賀市山科台、西武鉄道）
  - 横須賀ニュータウン湘南池上（横須賀市、西武鉄道）
  - よこすか海辺ニュータウン（横須賀市）
  - 横須賀市土地開発公社海辺ニュータウン（横須賀市）

### 中部地方
山梨県
- 国中地方－甲府都市圏が形成されており、主に甲府市中心部への通勤者を見込んだニュータウンが造成されている。
  - 甲府リバーサイドタウン（中央市、富士観光開発）
  - 双葉響が丘団地（甲斐市、山梨県土地開発公社）－別名「双葉ニュータウン」
  - 米倉山ニュータウン（甲府市、曽根丘陵、山梨県土地開発公社）－住宅地としての開発中止。現在は米倉山太陽光発電所。
  - 甲府昭和ニュータウン（中巨摩郡昭和町）
  - 上岩下ニュータウン（山梨市上岩下）
  - ニュータウン柿平（南アルプス市小笠原）
  - コモンシティあやめが丘（南アルプス市、積水ハウス）
- 郡内地方－東京都心への直通する交通機関が多く、主に東京方面への通勤者を見込んだニュータウンが造成されている。
  - コモアしおつ（上野原市、積水ハウス）
  - パストラルびゅう桂台（東大月ニュータウン、大月市、JR東日本・清水建設）
  - 岩殿ニュータウン（大月市、大月市土地開発公社）
  - 桂ニュータウン（南都留郡西桂町）
  - 東富士ニュータウン（富士吉田市）

長野県
- 長野市近郊
  - 今井ニュータウン（長野市）
  - 東邦ピュアタウン小島田（長野市長野南、東邦商事）
  - 新山ニュータウン（千曲市大字新山）
  - 光ケ丘ニュータウン（須坂市小河原）
  - 長嶺ニュータウン（中野市大字七瀬字中原、長野県住宅供給公社）
- 軽井沢エリア
  - 発地ニュータウン（軽井沢レイクニュータウン、北佐久郡軽井沢町）
  - 佐久平ニュータウン（佐久市）
  - 雁明ニュータウン（南佐久郡佐久穂町大字高野町）
  - 雁明ニュータウン・城山団地（佐久穂町）
- 安曇野エリア
  - 光ニュータウン（安曇野市豊科）
  - 穂高ニュータウン（安曇野市穂高）
  - アルプスニュータウン常盤（大町市、共和観光）

新潟県
新潟市近郊 - 本州日本海側では最多の鉄道利用者数を数える都市圏であり、本数も充実しているほか大都市近郊区間の設定もあることから、JR各線沿線で盛んに建設されている。また、高速バスの路線網やバイパス道路網が発達していることもあり、主要国道・県道の沿線にも目立つ。
- 早通仏伝住宅公社団地（北区早通南、新潟県住宅供給公社）[2]
- 東急豊栄ニュータウン（北区朝日町、東急土地開発）[3]
- 尾山ニュータウン（北区木崎、新潟放送興業）[4]
- 豊栄駅裏団地（北区柳原、新潟県住宅供給公社）[5]
- 豊栄インター南ニュータウン（北区かぶとやま）
- 豊栄希望ヶ丘ニュータウン（北区柳原7、北日本都市開発）
- 豊栄アイリスニュータウン（北区須戸）
- 新潟松崎ニュータウン（東区新松崎）
- 秋葉希望ヶ丘ニュータウン（東区秋葉1）
- 沼垂・日の出ニュータウン（中央区日の出2）
- 亀田梅見台ニュータウン（江南区）
- 横雲ニュータウン（江南区、越後交通工業）
- 曽野木ニュータウン（江南区、新潟交通、第四銀行）
- 梅見台ニュータウン（江南区、北日本地所）
- 新津美善ニュータウン（秋葉区）
- 花水樹ニュータウン（秋葉区、フジコシ都市開発）
- 美善ニュータウン（秋葉区、北日本地所）
- 新津駅西希望ヶ丘ニュータウン（秋葉区、北日本都市開発）
- 荻川みそら野ニュータウン（秋葉区みそら野、住宅市街地基盤整備事業）
- みずき野ニュータウン（西区みずき野）
- 桜ヶ丘ニュータウン（西区みずき野）
- クローバータウン押付（西蒲区、石田技研）
- しばた南ニュータウン（新発田市）
- 金田町ニュータウン（阿賀野市金田町）
- みそら野ニュータウン（阿賀野市みそら野町、新発田建設）

その他
- 長岡ニュータウン（長岡市）
- サンライフタウン三条南（三条市、皆川商事）
- 東中島ニュータウン（上越市大字東中島）
- 赤松の森ニュータウン（村上市北新保外）
- ニュータウン田端町（村上市田端町）
- 櫛形ニュータウン（胎内市中条）
- いずみニュータウン（三条市栄町）
- 羽生田ニュータウン（加茂市）
- あが野ニュータウン（東蒲原郡阿賀町）
- 妙高高原田口ニュータウン（妙高市大字田口字北）
- 高柳ニュータウン（妙高市高柳）

富山県
- 富山市
  - 華の杜ニュータウン
  - 蛍川ニュータウン（婦中町）
  - 上吉川ニュータウン（婦中町）
  - 犬島ニュータウン
  - 北代自由ヶ丘ニュータウン
  - 希望ヶ丘ニュータウン（婦中町）
  - 新保南台ニュータウン
  - 本郷ニュータウン
  - やつお・風の詩ニュータウン大杉（八尾町大杉）
- 魚津市
  - 辻ニュータウン（青島）
  - 住吉希望ヶ丘ニュータウン
- 射水市・高岡市
  - 太閤山（射水市）
  - いみず野ニュータウン
  - ひばりニュータウン（射水市戸破）
  - 片口ニュータウン（射水市片口）
  - パークノヴァ万葉の杜ニュータウン（高岡市）
  - はす美台ニュータウン（高岡市蓮花寺）
  - 古定塚ニュータウン（高岡市古定塚）
  - 米島ニュータウン（高岡市米島）
- その他
  - 菰原ニュータウン（滑川市）
  - 椚山自由ケ丘ニュータウン（下新川郡入善町）

石川県
- 千代野ニュータウン（白山市千代野地区）
- ダイケンニュータウン千代野（白山市北安田町）
- 陽羽里ニュータウン（白山市曽谷町）
- 菜のはなニュータウン（白山市三浦・幸明町土地区画整理組合, 石川県木造住宅協会）
- 加賀産山島台ニュータウン(白山市日向町)
- 太陽が丘ニュータウン（金沢市太陽が丘）
- 金沢米泉ニュータウン（金沢市, 石川県木造住宅協会）
- 御所ニュータウン（金沢市, 株式会社淺沼組)
- 瑞樹団地（金沢市みずき）
- ダイケンニュータウン能瀬（河北郡津幡町能瀬）
- ダイケンニュータウン大田（河北郡津幡町大田）
- ニュータウン井上の荘（河北郡津幡町、石川県住宅供給公社）
- 西山台ニュータウン（羽咋郡志賀町）
- 白帆台ニュータウン（内灘町、金沢都市計画事業内灘町内灘北部地区土地区画整理事業、石川県住宅供給公社）
- 潮見台ニュータウン（かほく市、石川県住宅供給公社）
- 大崎南ニュータウン（かほく市）
- 小松・沖町ニュータウン（小松市河田町）
- ニュータウン良川（中能登町）
- 穴水ニュータウン（鳳珠郡穴水町）
- 末松ガーデンアイル（石川郡野々市町, 石川県住宅供給公社）

福井県
- 春江ニュータウン（坂井市）
- ニュータウン九頭竜(坂井郡丸岡町)
- 本堂ニュータウン(坂井市春江町本堂）
- 勝山ニュータウン（勝山市）
- ニュータウン越前平井団地（鯖江市）
- 王子根ニュータウン（南条郡南越前町）
- 丸山ニュータウン（南条郡南越前町）
- ニュータウンわきあいあい（南条郡南越前町）
- かひるニュータウン（南条郡南越前町）
- 泉ヶ丘ニュータウン（敦賀市）
- 東岡山ニュータウン(敦賀市衣掛町)
- ニュータウン布田(敦賀市布田町)
- 大栄沓見ニュータウン(敦賀市沓見)
- 藤ヶ丘ニュータウン(敦賀市)
- ニュータウン南川（小浜市南川町）
- 井ノ口ニュータウン(小浜市)
- 名泉郷ニュータウン（あわら市、大倉）
- 美浜東『美し野（うましの）』ニュータウン（三方郡美浜町）
- 上瀬ニュータウン（若狭町）
- ニュータウン芝原（越前市）
- 横根町ニュータウン（越前市）
- 坂田グリーンタウン（高浜町）
- 桜ヶ丘ニュータウン（福井市）
- ニュータウン東郷（福井市東郷二ヶ町）
- 大森団地（福井市清水町）
- グリーンハイツ（福井市清水町）
- コスモスタウン志津が丘（福井市清水町）
- ホープタウン田尻（福井市清水町）
- 清水ニュータウン（福井市清水町）

岐阜県
- 可児ニュータウン（可児市）
- 桑山愛岐ニュータウン（可児市）
- ニュータウンみなみ 円山の里（郡上市）
- ホワイトタウン（多治見市）
- 市之倉ニュータウン（多治見市）
- 橋本ガーデンタウンさつき台（瑞穂市）
- ニュータウン奥村（瑞穂市）
- 津保川ニュータウン（関市）
- 養老ニュータウン（養老郡養老町）
- 大洞（旧芥見村、岐阜市、県住宅供給公社）
- 東山ニュータウン（各務原市）
- 鵜沼町緑苑、鵜沼、松が丘、八木山、つつじが丘（各務原市）

静岡県
- 東部 - 静岡市もしくは東海道新幹線で首都圏が通勤範囲になる。
  - 熱海自然郷（熱海市）
  - 富士見ニュータウン（伊豆の国市）
  - 上沢ニュータウン（田方郡函南町上沢）
  - 修善寺ニュータウン（伊豆市）
  - 佐野見晴台（三島市）
  - 三島大場分譲地（三島市、伊豆箱根鉄道、西武不動産）
  - 千福ニュータウン（裾野市千福が丘、東京急行電鉄）
  - 呼子ニュータウン（裾野市呼子）
- 中部・西部 - 静岡市・浜松市・愛知県が通勤圏内となる。
  - 浜名ニュータウン（浜松市）
  - 吉美ニュータウン（湖西市）
  - 浜松ニュータウン
  - 袋井可睡の杜（袋井市、東京急行電鉄）

愛知県
- 高蔵寺ニュータウン（春日井市）
- 桃花台ニュータウン（小牧市）
- 三好ヶ丘ニュータウン（みよし市）
- 菱野団地（瀬戸市 愛知県美しい愛知づくり景観資源選定）
- 乙部ヶ丘（豊田市、UR都市機構、平成7年度豊田市都市景観賞受賞）
- 蟹江ニュータウン（海部郡蟹江町）
- ニュータウン小野（額田郡幸田町）
- 三が峰ニュータウン（長久手市）
- 鳴海ニュータウン（名古屋市緑区鳴海町）
- 豊成ニュータウン（知多郡武豊町）
- 天王台ニュータウン（みよし市天王台）
- 五ヶ丘ニュータウン（豊田市）
- 犬山もえぎヶ丘ニュータウン（犬山市、名鉄不動産）
- 四季の丘ニュータウン（犬山市、三交不動産）

### 近畿地方
近畿地方広域
- 関西文化学術研究都市（けいはんな学研都市）（京都府・奈良県・大阪府）
- 京阪くずはローズタウン（京都府・大阪府）

滋賀県
- 草津ニュータウン（草津市）
- 南笠ニュータウン
- 向山ニュータウン
- 大津ニュータウン（大津市）
- レークピア大津仰木の里（大津市）
- 京阪びわ湖ローズタウン
- 大津グリーンハイツ（大津市、近江鉄道、西武不動産）
- 比叡平（大津市）
- 日夏ニュータウン（彦根市）
- 湖南ニュータウン（甲賀市、株式会社大倉）
- 信楽ニュータウン（甲賀市、株式会社大倉）
- 希望ヶ丘ニュータウン（甲賀市、株式会社大倉）
- 近江中庄駅前ニュータウン（高島市マキノ町）
- 彦根松原ニュータウン（彦根市、株式会社マルア興産）
- 彦根ニュータウン（彦根市、近江鉄道、西武不動産）
- 桜ヶ丘ニュータウン（米原市、株式会社マルア興産）

京都府
- 緑苑坂ニュータウン（綴喜郡宇治田原町、京都パナホーム）
- 洛西ニュータウン（京都市）
- 桂坂ニュータウン（京都市西京区）
- 向島ニュータウン（京都市伏見区向島）
- 藤の森ローズタウン（京都市）
- 醍醐ニュータウン（京都市・宇治市）
- 宇治ニュータウン（宇治市）
- 橋本希望ヶ丘（八幡市）
- 京阪東ローズタウン（八幡市・京田辺市）
- 大住ヶ丘団地（京田辺市大住ヶ丘、京都府住宅供給公社）
- 松井ヶ丘（京田辺市、大和団地株式会社）
- 光台（精華町、関西文化学術研究都市祝園地区）
- 精華台（精華町、関西文化学術研究都市精華・西木津地区）
- 相楽ニュータウン（精華町・木津川市）
- 近鉄木津川台（木津川市）
- 南加茂台（木津川市）
- 月ヶ瀬ニュータウン（相楽郡南山城村、株式会社大倉）[6]
- 北摂グリーンタウンI・II（亀岡市）
- 茨木台（亀岡市）
- 亀岡ニュータウン（亀岡市）
- 西京都ニュータウン（船井郡京丹波町、株式会社大倉）

大阪府
- 千里ニュータウン（豊中市・吹田市、日本国内初の大型ニュータウン）
- 千里緑丘（豊中市、UR都市機構、昭和61年度大阪まちなみ賞（会長賞）、平成3年度みどりの景観賞（最優秀賞））
- 北大阪ネオポリス（豊能郡豊能町、大和団地株式会社）
- 高槻ネオポリス（高槻市、大和団地株式会社）
- 茨木サニータウン（山手台）（茨木市）
- 国際文化公園都市（彩都）（茨木市・箕面市）
- 水と緑の健康都市（箕面森町・箕面市）
- 高見フローラルタウン（大阪市此花区）
- 淀川リバーサイドタウン『さざなみプラザ』（大阪市北区、UR都市機構、昭和60年度大阪まちなみ賞（大阪市長賞））
- ベルパークシティ（大阪市都島区）
- 香里団地（香里ニュータウン）（枚方市）
- 香里ヶ丘ニュータウン（枚方市香里ヶ丘）
- コモンシティ星田（交野市）
- 田原台（パークヒルズ田原）（四條畷市、UR都市機構、平成4年度都市景観賞（小空間レベル））
- 泉北ニュータウン（堺市南区・和泉市、北鴨谷台3丁目はUR都市機構、昭和57年度大阪まちなみ賞（知事賞））
- トリヴェール和泉（和泉市）
- 金岡団地（堺市北区）
- 金岡東ニュータウン（新金岡団地、堺市北区）
- 狭山ニュータウン（大阪狭山市）
- 羽曳野ネオポリス（羽曳野市）
- 金剛ニュータウン（富田林市）
- ECOROタウン金剛錦織ニュータウン（富田林市）
- 河内長野市のニュータウン
  - 南海美加の台（河内長野市）
  - 南花台（河内長野市）
  - 清見台（河内長野市）
  - イートピア長野（河内長野市）
  - 青葉台（河内長野市）
  - 貴望ヶ丘団地（河内長野市）
  - 千代田台（河内長野市）
  - 三井サニータウン（河内長野市）
- 阪南ネオポリス（南河内郡河南町）
- 二色パークタウン（貝塚市）
- 阪南スカイタウン（阪南市）
- 南海団地（阪南市）
- 南海熊取ニュータウン（泉南郡熊取町）
- 南海くまとり・つばさが丘（泉南郡熊取町）

兵庫県
- 宝塚山手台（宝塚市山手台西、山手台東、阪急不動産が分譲）
- 中山台ニュータウン（宝塚市）
- 須磨ニュータウン（神戸市須磨区）
- 明石舞子団地（明舞団地、神戸市垂水区・明石市）
- 西神ニュータウン（神戸市西区春日台6丁目、神戸市住宅供給公社、三井リハウスが分譲媒介）
- 井吹台（西神南ニュータウン、神戸市西区）
- 西神戸ニュータウン（神戸市西区）
- 鈴蘭台（神戸市北区）
- 神戸三田国際公園都市（神戸市北区・三田市）
  - 六甲北ニュータウン（北神ニュータウン、神戸市北区藤原台ほか）
  - 神戸リサーチパーク（神戸市北区、都市再生機構）
  - 北摂三田ニュータウン（三田市、神戸三田国際公園都市のひとつ）
  - ウッディタウン（三田市、都市再生機構）
  - フラワータウン（三田市）
  - カルチャータウン（三田市）
- 三田ガーデンタウン（つつじが丘、三田市、株式会社大倉）
- 西宮名塩ニュータウン（西宮市、UR都市機構、創造の丘ナシオン地区は平成6年度都市景観賞（大賞））
- 阪急北ネオポリス（川西市、大和団地株式会社、一人施行の土地区画整理、1966年 - 1980年）
- 多田グリーンハイツ（川西市）
- 川西能勢口駅以北（萩原台・錦松台・南野坂・湯山台・鶯台・けやき坂・つつじが丘。川西市・猪名川町、東急不動産他）
- 清和台（川西市、進和不動産、旧住宅地造成事業法、1968年 - 1980年）
- 川西藤が丘ニュータウン（川西市）
- 鷲の森住宅地（川西市）
- 阪急日生ニュータウン（川西市・川辺郡猪名川町、日本生命保険相互会社、旧住宅地造成事業法、1966年 - ）
- 猪名川パークタウン（川辺郡猪名川町）
- 青山（三木市）
- 自由が丘（三木市）
- 吉川ニュータウン美奈木台（三木市、株式会社大倉）
- 緑が丘ネオポリス（三木市）
- さつき台（三木山さつき台、三木市）
- 小野市#市内のニュータウン
- ひょうご東条ニュータウン（加東市、都市再生機構）
- 播磨科学公園都市（たつの市、赤穂郡上郡町、佐用郡佐用町）
- 上郡ネオポリス（赤穂郡上郡町、大和団地株式会社）
- 関レークタウン希望ヶ丘（姫路市北姫路）

奈良県
- 青山住宅地（奈良市、UR都市機構、平成1年度奈良市建築文化賞（町並み賞））
- 学園前（グラディーナ学園前はUR都市機構、平成2年度奈良市建築文化賞（景観賞））
- 学園大和住宅地（奈良市）
- 平城ニュータウン（奈良市）
- 近鉄登美ヶ丘住宅地（奈良市・生駒市）
- 南大和ネオポリス（五條市、大和団地株式会社）
- イトーピア鹿ノ台住宅地（生駒市、伊藤忠商事）
- 近鉄北大和住宅地（生駒市）
- あすか野住宅地（生駒市）
- 近鉄白庭台住宅地（生駒市）
- 近鉄南生駒住宅地（生駒市）
- 東急ニュータウン王寺美しヶ丘（北葛城郡王寺町明神）
- 王寺ニュータウン（北葛城郡王寺町）
- 西大和ニュータウン（北葛城郡河合町・上牧町桜ケ丘）
- 香芝旭ヶ丘ニュータウン（香芝市）
- 真美ヶ丘ニュータウン（香芝市・北葛城郡広陵町）
- みささぎ台ニュータウン（香芝市・北葛城郡広陵町）
- 橿原ニュータウン（橿原市白橿町4丁目、奈良県住宅供給公社）
- 榛原ニュータウン（宇陀市）
- 近鉄花吉野ガーデンヒルズ（吉野郡大淀町）
- 南大和ニュータウン（吉野郡大淀町）

和歌山県
- ふじと台（和歌山市）
- 木ノ本ニュータウン（和歌山市、和歌山県住宅供給公社）
- 西庄・夢タウン（和歌山市）
- 六十谷ニュータウン（和歌山市）
- 小倉勝宝台ニュータウン（和歌山市）
- 南海橋本林間田園都市（橋本市）
- 橋本ニュータウン（橋本市）
- 橋本ガーデンタウンさつき台（橋本市、株式会社大倉）
- アイリス紀の川ニュータウン（紀の川市）
- 岸宮サニータウン（紀の川市）
- 田辺駅前ニュータウン（田辺市）
- 南紀・ニュータウン勝浦（東牟婁郡那智勝浦町）
- 那智・ニュータウン勝浦（東牟婁郡那智勝浦町）
- 光が丘ニュータウン（新宮市広角）

### 中国・四国地方
広島県
- 広島市
  - 東区 : 戸坂地域桜ヶ丘団地・東浄団地・百田団地
  - 西区 : 井口鈴が台 - 井口台パークタウン - 己斐地域イトーピア・大迫団地・広電己斐団地・フジハイツ・もみじが丘 - 鈴が峰住宅 - 高須台パークタウン - 古田台ヒルズ - 山田団地 - 国迫団地（広島市西区）
  - 安芸区 : スカイレールタウンみどり坂 - 矢野ニュータウン
  - 佐伯区 : 彩が丘 - 観音台 - 杉並台 - 西風新都五月が丘・セントラルシティこころ・藤の木・ライセンスパーク杜の街・ - 美鈴が丘 - 薬師が丘 - 八幡が丘 - 山田団地
  - 安佐南区 : サンコート花みずき台 - 西風新都A.CITY - セントラルシティこころ・伴ハイツ・花の季台・若葉台 - 東亜祇園ニュータウン春日野 - 毘沙門台 - 五月が丘 - 藤の木台 - 杜の街
  - 安佐北区 : あさひが丘 - くすの木台 - 高陽ニュータウン（真亀、亀崎、倉掛） - 深川台
- 坪生ニュータウン（福山市坪生町）
- あしな台（福山市）
- ゆめみが丘（福山市）
- 平原台（尾道市）
- 東広島ニュータウン（高美が丘、東広島市）
- 賀茂学園都市（東広島市）
- 広島ネオポリス（大和団地株式会社）
- 廿日市東亜ニュータウン宮園（廿日市市）
- 近鉄四季が丘（廿日市市）
- 廿日市ニュータウン（廿日市市）
- 大野青葉台・宮島口ニュータウン（廿日市市）
- 阿品台ニュータウン（廿日市市、広島県造成）

鳥取県
- 西郷ニュータウン（倉吉市虹ヶ丘町）
- 津ノ井ニュータウン（つのいニュータウン、鳥取市、鳥取県住宅供給公社）
- 北園ニュータウン（鳥取市北園、鳥取県住宅供給公社）
- 福守ニュータウン（鳥取県住宅供給公社）
- きらりタウン赤碕（鳥取県住宅供給公社）
- 桂木ニュータウン（鳥取市）
- 美萩野ニュータウン（鳥取市）
- 郡家ニュータウン（鳥取市）
- 卯垣ニュータウン（鳥取市卯垣4丁目、日興土地観光）
- 賀露西浜ニュータウン（鳥取市賀露町西）
- 岸本伯耆ニュータウン（西伯郡伯耆町）
- 米子ニュータウン
- 境港・空港ニュータウン（境港市財ノ木町）
- 観音寺新町

島根県
- 緑が丘ニュータウン（松江市鹿島町）
- 嫁島ニュータウン（松江市西嫁島）
- 平原ニュータウン（松江市）
- 築山ニュータウン（出雲市）
- 神立ニュータウン（出雲市）
- 金城ニュータウン（安来市）
- ハーモニータウン汐彩（安来市）
- 大東ニュータウンふれあいの丘（雲南市大東町、島根県住宅供給公社）
- 真島ニュータウン（江津市和木町）
- 万葉の里ニュータウン（益田市）

岡山県
- 岡山ネオポリス（赤磐市、大和団地株式会社）
- 山陽団地（赤磐市、岡山市）
- 吉備高原都市（加賀郡吉備中央町）
- 四季が丘団地（井原市・井原市土地開発公社）
- 羽島ニュータウン（倉敷市）
- 金光町佐方ニュータウン（浅口市金光町）
- みどりヶ丘団地（浅口市鴨方町）
- 駅前団地（浅口市鴨方町）
- 鳩ヶ丘団地（浅口市鴨方町）

山口県
- 大内・小京都ニュータウン（山口市）
- 宇部新都市（あすとぴあ）（宇部市、地域振興整備公団）
- 小羽山ニュータウン（宇部市）
- 自由が丘（防府市）
- 東陽団地（下松市）
- 美祢ニュータウン来福台（美祢市）
- 秋月ニュータウン（周南市秋月）

徳島県・香川県・愛媛県・高知県
- 東急しらさぎ台（徳島市、東急不動産）
- 城南台（徳島市）
- センチュリーヒルズ（徳島市）
- 小松島ニュータウン（小松島市）
- 松茂ニュータウン（板野郡松茂町）
- パノラマニュータウン・東山団地(板野郡板野町)
- 土成ニュータウン（阿波市）
- 阿波ニュータウン（阿波市）
- ルミナス西春日野ニュータウン（阿南市）
- 那賀川ニュータウン（那賀郡那賀川町）
- プレミアムニュータウン田宮（徳島市北田宮）
- しらさぎ台ニュータウン（徳島市上八万町）
- 北矢三ビオラニュータウン・さくらそうニュータウン（徳島市北矢三町）
- アプリコットニュータウン（徳島市西須賀町）
- HARAニュータウン（美馬市）
- エディタウン鳴門(鳴門市撫養町)
- パストラルゆたか野(阿南市那賀川町 徳島県住宅供給公社)
- 宇多津新都市（宇多津町、旧地域振興整備公団）
- 南志度ニュータウン（さぬき市志度）
- オレンジタウン (さぬき市志度、よんてつ不動産）- 南志度ニュータウンの南側に隣接
- 金山ニュータウン（坂出市江尻町）
- 浅野ニュータウン（高松市香川町浅野）
- 日生ニュータウン（高松市）
- ときわニュータウン（観音寺市流岡町）
- 上野団地（上野ニュータウン、愛媛県）
- 多賀ニュータウン（西条市北条）
- 大町ニュータウン武丈平（西条市大町字善恵川、大和ハウス工業株式会社）
- 奥道後・湯の山ニュータウン（松山市）
- 道後平ニュータウン（松山市、吉井企画株式会社、三井住友建設株式会社）
- ニュータウン鬼北の里（北宇和郡鬼北町、近永アルコール工場跡地）
- 松山ユートピアタウン（愛媛県、株式会社富士開発）
- 旭が丘ニュータウン（高知市）
- 天王寺ニュータウン（天王ニュータウン）（いの町天王）
- 南ニュータウン（高知市春野町南ヶ丘）
- 横浜ニュータウン（高知市横浜）
- 四季の丘ニュータウン（宿毛市四季の丘、東通都市開発）
- 十市パークタウン（南国市緑ヶ丘、高知県住宅供給公社）
- 潮見台ニュータウン（高知市潮見台）
- 神田ライフタウン、神田ニュータウン（高知市神田）
- サンシャインニュータウン（四万十市岩田）
- コモンシティ蒔絵台（高知市長浜蒔絵台）
- 瀬戸さくら台ニュータウン（高知市瀬戸南町）
- かんさい朝倉ニュータウン（高知市朝倉、関西不動産）

### 九州・沖縄地方
福岡県
- 北九州学術研究都市・ひびきの（北九州市若松区・八幡西区、UR都市機構他）
- 高須・青葉台ニュータウン（北九州市若松区）
- 千代ニュータウン（香月ニュータウン、北九州市八幡西区千代、UR都市機構・北九州市住宅供給公社）
- 八幡東ニュータウン（北九州市八幡東区）
- 市営九岐ノ浜ニュータウン（北九州市若松区、北九州市）
- ヒルサイドアベニュー華里（北九州市八幡西区）
- 星ヶ丘（北九州市八幡西区）
- 日豊ニュータウン（北九州市小倉南区）
- ビューシティ楡の木坂（北九州市小倉南区、JR九州住宅）
- 舞ヶ丘団地（北九州市小倉南区）
- 西鉄曽根ニュータウン弥生が丘（北九州市小倉南区、西鉄不動産事業局）
- 土手の内ニュータウン（中間市、大英産業）
- えびつニュータウン（遠賀郡岡垣町）
- 希望ヶ丘ニュータウン（遠賀郡岡垣町）
- 岡垣ふる里どんぐり村（遠賀郡岡垣町、辰巳開発）
- 八景山ニュータウン（行橋市）
- 星美台（田川市）
- 自由ヶ丘・森林都市（宗像市）
- ひかりヶ丘（宗像市）
- 城山ニュータウン（宗像市）
- ドリームニュータウン木洩れ陽の杜（古賀市）
- 福間駅東地区「明日花」（福津市、UR都市機構）
- 東急福間ニュータウン若木台（福津市、東急リバブル九州）
- 西武福間ニュータウン光陽台（福津市、西武不動産）
- 千鳥パークタウン（古賀市・福津市）
- 下和白ニュータウン（福岡市東区、福岡市住宅供給公社）
- 室見ヶ丘（イトーピア彩都、ヴェルシーズン室見が丘、福岡市西区）
- 長住（福岡市南区）
- 西鉄月の浦ニュータウン（大野城市、西鉄不動産事業局）
- 福吉ニュータウン（糸島市）
- 山家ニュータウン（筑紫野市）
- 小郡・筑紫野ニュータウン（小郡市・筑紫野市、東京急行電鉄）
- 希みが丘（小郡市、東急開発）
- 西鉄大牟田線駅前ニュータウン「三国が丘」（小郡市、西鉄不動産事業局）
- 西鉄美鈴ヶ丘ニュータウン（小郡市、西鉄不動産事業局）

佐賀県/長崎県/熊本県
- ニュータウン青葉台（鳥栖市）
- ニュータウン弥生が丘団地（鳥栖市弥生が丘、佐賀県住宅供給公社）
- ニュータウン花久保（佐賀市、佐賀県労働者住宅生活協同組合）
- 土井ニュータウン（佐賀市）
- 北波多ニュータウン「ちぐさの」（唐津市）
- 金竹ニュータウン（唐津市、大和住宅株式会社）
- 美帆が丘ニュータウン（唐津市八幡町、大和住宅株式会社）
- ニュータウン国見（伊万里市東山代町、株式会社武藤開発）
- ニュータウン立花台（伊万里市東山代町、株式会社武藤開発）
- 江北ニュータウン（杵島郡江北町）
- けやき台（三養基郡基山町けやき台駅、旭化成開発）

- 西浦上ニュータウン（西彼杵郡）
- 長与ニュータウン（西彼杵郡長与町）
- 西時津ニュータウン（西彼杵郡）
- 新戸町ニュータウン（長崎市）
- 小江原ニュータウン（長崎市）
- 旭ヶ丘ニュータウン（長崎市琴海大平町）
- 琴海ニュータウン（長崎市）
- 西諫早ニュータウン（諫早市、西諫早新住宅市街地開発事業、長崎県住宅供給公社）
- 久山台ニュータウン（諫早市、パナホーム）
- 針尾島#江上地区針尾ニュータウン（佐世保市）
- ニュータウン桧台（佐世保市）
- 早岐地域（若竹台町・上原台ニュータウン・花高団地、佐世保市）
- 久原ケ丘ニュータウン（大村市、パナホーム）

- 江頭ニュータウン（宇城市小川町江頭）
- 泉ヶ丘団地（合志市）
- 光の森（合志市・菊陽町）
- 美咲野ニュータウン（大津町、JR九州）
- 四季彩の丘ましきの（益城町）
- 田原坂ニュータウン
- 大谷ニュータウン（荒尾市、パナホーム）
- たつだニュータウン（熊本市北区龍田）
- 長嶺東急ニュータウン（熊本市東区長嶺東、東急不動産）
- さつまぜニュータウン（人吉市）
- 松橋インターニュータウン（宇城市松橋町）
- ニュータウン苓北（天草郡苓北町）
- 宇土・入地ニュータウン（宇土市）
- 玉水ニュータウン（玉名市天水町）
- 武蔵ヶ丘東ニュータウン（菊陽町）
- 山浦ニュータウン（荒尾市）
- 月浦台地福祉ニュータウン（水俣市、水俣市土地開発公社）

大分県
- 大分市
  - けやき台（大分市、1995年～）
  - 欅台（大分市、1988年～1993年）
  - スカイタウン高崎（大分市西の台地区、1976年～）
  - ニュータウン猪野（大分市猪野）
  - 梅ヶ丘ニュータウン（大分市吉野地区、1980年～1997年）
  - 宮河内ハイランド（大分市川添地区、1977年～）
  - 国分ニュータウン（大分市）
  - 田尻ニュータウン・田尻グリーンハイツ（大分市東稙田地区、1972年～）
  - 上宗方ニュータウン、二豊団地、椿ヶ丘グリーンタウン、雄城台住宅地、萌葱台、カームタウン木ノ上（大分市稙田地区、宗方地区）
  - 中央町ニュータウン（中津市中央町）
- ニュータウン七里南（竹田市、竹田市土地開発公社）
- 久住高原ニュータウン（竹田市久住町）
- グリーンヒルズニュータウン（速見郡日出町南畑）
- シーサイドタウン日出（速見郡日出町）
- ニュータウン小郡の丘（臼杵市野津町）
- 向陽台（国東市武蔵町向陽台・安岐町向陽台,大分県住宅供給公社）
- あさひが丘ニュータウン（国東市武蔵町糸原）
- 鳥手ニュータウン（国東市武蔵町糸原）
- 輝きニュータウン（国東市安岐町下原）
- 弥生の丘ニュータウン（国東市国東町安国寺）
- 関の江ニュータウン（別府市）
- 別府サンライズニュータウン（別府市）
- 百景ニュータウン（別府市朝見）
- 別府豊海 悠久の丘（別府市内竈）
- 小絹ニュータウン（別府市）

宮崎県
- パティオニュータウン下妻（西都市下妻）
- 星ヶ平ニュータウン（小林市野尻町）
- 花の森ニュータウン（西諸県郡高原町）
- ニュータウン飛鳥（宮崎市清武町加納）
- 倉岡ニュータウン（宮崎市、宮崎市・宮崎県住宅供給公社）
- 大塚台（宮崎市、宮崎県住宅供給公社）
- 生目台（宮崎市、宮崎県住宅供給公社）
- キャンパスタウンまなび野（宮崎市、宮崎県住宅供給公社）
- 宮崎学園都市（宮崎市、地域振興整備公団）
- 花山手（宮崎市大淀地域自治区、西洋環境開発）
- 薫る坂（宮崎市、三興商事）
- 北宮崎ニュータウン湘桜台（宮崎市島之内、志多不動産開発）
- 宝塚ニュータウン（宮崎市）
- 飛鳥ニュータウン（宮崎市大字本郷北方）
- あさひケ丘ニュータウン（宮崎市大字本郷北方）
- 朝日ケ丘ニュータウン（宮崎市檍地域自治区）
- ニュータウン南窪（宮崎市檍地域自治区）
- 東宮花の森（宮崎市、NIPPO）
- 一ヶ岡（延岡市、延岡市）
- 今山ニュータウン（延岡市）
- 都城たからニュータウン（都城市平塚町）
- 朝草ニュータウン（都農町川北）
- 新橋ニュータウン（川南町）
- 伊勢ヶ浜ニュータウン, パティオニュータウン財光寺（日向市財光寺）
- 油津乙姫ニュータウン（日向市）
- 朝日ヶ丘ニュータウン（日向市）

鹿児島県
（県住宅供給公社施行のもの）
- 伊集院妙円寺団地 | 日置市伊集院町妙円寺（徳重、野田、桑畑、下神殿の一部）
公的一般宅地造成事業、施行面積：153.0ha、計画戸数：2800戸、計画人口：10500人、1974年(昭和49年）～2006年(平成18年）
- ガーデンヒルズ松陽台（旧・松元ニュータウン） | 鹿児島市松陽台町（福山・石谷の各一部）
- 希望ヶ丘団地 | 鹿児島市希望ケ丘町
- 原良団地 | 鹿児島市明和一丁目から明和五丁目
公的一般宅地造成事業、施行面積：111.5ha、計画戸数：3070戸、計画人口：12280人、1966年(昭和41年）～1978年(昭和53年）
- 冷水団地 | 鹿児島市冷水町
- 緑ヶ丘団地 | 鹿児島市緑ケ丘町
- 武岡 | 鹿児島市武岡一丁目から武岡六丁目
土地区画整理事業、施行面積：78.0ha、計画戸数：2351戸、計画人口：9404人、1971年(昭和46年）～1977年(昭和52年）
- 紫原 | 鹿児島市紫原一丁目から紫原七丁目、西紫原町
土地区画整理事業、施行面積：146.0ha、計画戸数：7326戸、計画人口：29304人、1956年(昭和31年）～1965年(昭和40年）
- 伊敷ニュータウン | 鹿児島市伊敷台一丁目から伊敷台七丁目
公的一般宅地造成、施行面積：101.5ha、計画戸数：2200戸、計画人口：8800人、1968年(昭和43年）～1970年(昭和45年）
土地区画整理事業・組合施行は施行面積：129.6ha、計画戸数：2300戸、計画人口：8400人、1983年(昭和58年）～1996年(平成8年）
- 皇徳寺ニュータウン | 鹿児島市皇徳寺台一丁目から皇徳寺台五丁目
- こまつばら団地 | 鹿児島市谷山中央二丁目
- 雀ヶ宮団地 | 鹿児島市
- 鴨池ニュータウン｜鹿児島市鴨池新町
- ウッドタウン串木野 | いちき串木野市上名
- パークヒルズ鹿屋 | 鹿屋市新生町
- 永利ホープタウン | 薩摩川内市永利町

（公的団体による土地区画整理事業によるもの）
- 桜ケ丘 | 鹿児島市桜ケ丘一丁目から桜ケ丘八丁目
組合施行、施行面積：139.8ha、計画戸数：3800戸、計画人口：15200人、1974年(昭和49年）～1978年(昭和53年）
- 小野 | 鹿児島市小野一丁目から小野四丁目
組合施行、施行面積：147.1ha、施行前人口：20人、計画人口：3220人、2004年(平成16年）～2011年(平成23年）
- 指宿駅西部 | 指宿市
市施行、面積：42.1ha、施行前人口：900人、計画人口：4200人、1979年(昭和54年）～1995年(平成7年）
- 中郷 | 薩摩川内市中郷一丁目から中郷五丁目
市施行、施行面積：54.5ha、施行前人口：571人、計画人口：3800人、1983年(昭和58年）～1993年(平成5年）
- 天辰第一 | 薩摩川内市天辰町
市施行、施行面積：75.4ha、施行前人口：960人、計画人口：4500人、1997年(平成9年）～2013年(平成25年）
- 上町 | 曽於市末吉町二之方
市施行、施行面積：54.0ha、施行前人口：905人、計画人口：4000人、1986年(昭和61年）～2011年(平成23年）
- 八合原 | 曽於市
市施行、施行面積：44.9ha、施行前人口：501人、計画人口：3580人、1984年(昭和59年）～1999年(平成11年）
- 姫城 | 霧島市隼人町姫城一丁目から姫城三丁目
町施行、施行面積：76.5ha、施行前人口：1200人、計画人口：5600人、1978年(昭和53年）～1995年(平成7年）
- 輪内 | 奄美市
市施行、施行面積：86.4ha、施行前人口：2054人、計画人口：5500人、1979年(昭和54年）～1998年(平成10年）
- 中山東ニュータウン「風見台」|鹿児島市中山一丁目から中山二丁目
組合施行、

（その他公的団体による公的一般宅地造成地）
- 玉里 | 鹿児島市玉里団地一丁目から玉里団地三丁目
施行面積：97.0ha、計画戸数：2000戸、計画人口：8000人、1969年(昭和44年）～1972年(昭和47年）
- 星ヶ峯ニュータウン | 鹿児島市星ヶ峯一丁目から星ヶ峯六丁目 | 鹿児島開発事業団
施行面積：171.0ha、計画戸数：4300戸、計画人口：18600人、1976年(昭和51年）～1990年(平成2年）
- 鶴田赤坂ニュータウン | 薩摩郡さつま町鶴田字赤坂 | さつま町土地開発公社
- 田代ニュータウン定住促進団地 | 薩摩川内市樋脇町塔之原 | 薩摩川内市

（民間の都市計画法による開発地）
- 皇徳寺ニュータウン | 鹿児島市皇徳寺台 （区域は皇徳寺ニュータウンの他南皇徳寺台と周辺新興住宅地）
施行面積：145.4ha、計画戸数：3807戸、計画人口：13613人、1980年(昭和55年）～1996年(平成8年）
- 西郷(2工区) | 鹿児島市西陵、台地を「西郷団地」として造成
施行面積：66.0ha、計画戸数：1775戸、計画人口：7440人、1979年(昭和54年）～1996年(平成8年）
- 三井ニュータウン | 鹿児島市吉田地域
施行面積：55.0ha、計画戸数：1223戸、計画人口：3800人、1977年(昭和52年）～1980年(昭和55年）
- 姶良ニュータウン | 姶良市
施行面積：63.0ha、計画戸数：1387戸、計画人口：5600人、1977年(昭和52年）～1981年(昭和56年）

（その他）
- 清和 （全域が武迫団地として開発された）
- 清和台
- 魚見町
- 牟礼岡（町域全体が牟礼ケ岡団地として開発された新興住宅地）
- 明日風
- 千年一丁目及び千年二丁目
- 天降川ニュータウン（霧島市国分福島）
- 田海ニュータウン（薩摩川内市田海町）
- 小原町
- 西坂元町（全域が丘陵地上に造成された新興住宅地）
- 西伊敷（全域が伊敷団地として台地上に宅地造成された新興住宅地）
- 伊敷
- 城山一丁目及び城山二丁目
- 日之出町
- 自由ケ丘一丁目及び自由ケ丘二丁目（全域が自由ケ丘団地として台地上に開発された新興住宅地）
- 広木一丁目及び広木二丁目
- 坂之上一丁目から坂之上八丁目
- 旭ヶ丘ニュータウン（鹿児島市東坂元一丁目から東坂元四丁目）
- 田上台
- 大明丘
- 西陵
- 向陽一丁目及び向陽二丁目
- 花野光ヶ丘
- 錦江台
- 宇宿
- 伊敷ニュータウン（鹿児島市、鹿児島県住宅供給公社が整備）
- 鴨池ニュータウン（鹿児島市、鹿児島県住宅供給公社）
- 妙円寺団地（日置市伊集院町妙円寺、鹿児島県住宅供給公社）
- 伊集院ユートピアタウン（鹿児島県、株式会社富士開発）
- 田代ニュータウン定住促進団地（薩摩川内市）
- 田海ニュータウン（薩摩川内市田海町）
- 永利ホープタウン（薩摩川内市永利町、鹿児島県住宅供給公社が整備）
- 鶴田駅ニュータウン （薩摩郡さつま町鶴田）

沖縄県
- ニュータウン与儀（那覇市）
- 那覇市与儀
- 中城港湾新港地 - うるま市州崎、勝連南南風原、沖縄市海邦町
- 恩納村希望ヶ丘沖縄/仲泊
- 仲泊ニュータウン（国頭郡恩納村字仲泊）
- 泡瀬フジニュータウン（沖縄市泡瀬、株式会社富士開発）
- 豊崎ニュータウン（豊見城市、沖縄県土地開発公社）
- 豊見城市根差部 - 豊見城ニュータウン
- 大里ニュータウン（大里村ニュータウン、南城市大里）
- 桜ヶ丘（本部町、有限会社富士）
- 兼久ニュータウン（中頭郡西原町字兼久）
- 読谷ニュータウン（中頭郡読谷村）
- 北谷フジニュータウン/ 美浜（北谷町、株式会社富士開発）
- 美浜ニュータウン（北谷町）
- うむさニュータウン（名護市宇茂佐、名護市宇茂佐第二区画整理組合）
- 名護フジニュータウン / 名護ニュータウン（名護市、株式会社富士開発）
- 潮崎町 (糸満市)しおざきタウン - 市土地開発公社
- 糸満西崎ニュータウン（糸満市西崎町）
- 阿波根ニュータウン（糸満市阿波根）
- 桃原ニュータウン（糸満市大里桃原）
- 浦添市安波茶浦添ニュータウン / 大平 (浦添市)
- Uニュータウン（浦添市）
- 真栄里ニュータウン（石垣市真栄里）